# 2025年の日本
2025年の日本（2025ねんのにほん）では、2025年（令和7年）の日本の状態や出来事などについてまとめる。

## 他の紀年法
日本では、西暦の他にも以下の紀年法を使用している。なお、以下の紀年法は西暦と月日が一致している。
- 元号
  - 令和7年
- 神武天皇即位紀元
  - 皇紀2685年
- 干支
  - 乙巳（きのと み）

## カレンダー
| 1月 |    |    |    |    |    |    |
| 日  | 月 | 火 | 水 | 木 | 金 | 土 |
|     |    |    | 1  | 2  | 3  | 4  |
| 5   | 6  | 7  | 8  | 9  | 10 | 11 |
| 12  | 13 | 14 | 15 | 16 | 17 | 18 |
| 19  | 20 | 21 | 22 | 23 | 24 | 25 |
| 26  | 27 | 28 | 29 | 30 | 31 |    |
|     |    |    |    |    |    |    |

| 2月 |    |    |    |    |    |    |
| 日  | 月 | 火 | 水 | 木 | 金 | 土 |
|     |    |    |    |    |    | 1  |
| 2   | 3  | 4  | 5  | 6  | 7  | 8  |
| 9   | 10 | 11 | 12 | 13 | 14 | 15 |
| 16  | 17 | 18 | 19 | 20 | 21 | 22 |
| 23  | 24 | 25 | 26 | 27 | 28 |    |
|     |    |    |    |    |    |    |

| 3月 |    |    |    |    |    |    |
| 日  | 月 | 火 | 水 | 木 | 金 | 土 |
|     |    |    |    |    |    | 1  |
| 2   | 3  | 4  | 5  | 6  | 7  | 8  |
| 9   | 10 | 11 | 12 | 13 | 14 | 15 |
| 16  | 17 | 18 | 19 | 20 | 21 | 22 |
| 23  | 24 | 25 | 26 | 27 | 28 | 29 |
| 30  | 31 |    |    |    |    |    |
|     |    |    |    |    |    |    |

| 4月 |    |    |    |    |    |    |
| 日  | 月 | 火 | 水 | 木 | 金 | 土 |
|     |    | 1  | 2  | 3  | 4  | 5  |
| 6   | 7  | 8  | 9  | 10 | 11 | 12 |
| 13  | 14 | 15 | 16 | 17 | 18 | 19 |
| 20  | 21 | 22 | 23 | 24 | 25 | 26 |
| 27  | 28 | 29 | 30 |    |    |    |
|     |    |    |    |    |    |    |

| 5月 |    |    |    |    |    |    |
| 日  | 月 | 火 | 水 | 木 | 金 | 土 |
|     |    |    |    | 1  | 2  | 3  |
| 4   | 5  | 6  | 7  | 8  | 9  | 10 |
| 11  | 12 | 13 | 14 | 15 | 16 | 17 |
| 18  | 19 | 20 | 21 | 22 | 23 | 24 |
| 25  | 26 | 27 | 28 | 29 | 30 | 31 |
|     |    |    |    |    |    |    |

| 6月 |    |    |    |    |    |    |
| 日  | 月 | 火 | 水 | 木 | 金 | 土 |
| 1   | 2  | 3  | 4  | 5  | 6  | 7  |
| 8   | 9  | 10 | 11 | 12 | 13 | 14 |
| 15  | 16 | 17 | 18 | 19 | 20 | 21 |
| 22  | 23 | 24 | 25 | 26 | 27 | 28 |
| 29  | 30 |    |    |    |    |    |
|     |    |    |    |    |    |    |

| 7月 |    |    |    |    |    |    |
| 日  | 月 | 火 | 水 | 木 | 金 | 土 |
|     |    | 1  | 2  | 3  | 4  | 5  |
| 6   | 7  | 8  | 9  | 10 | 11 | 12 |
| 13  | 14 | 15 | 16 | 17 | 18 | 19 |
| 20  | 21 | 22 | 23 | 24 | 25 | 26 |
| 27  | 28 | 29 | 30 | 31 |    |    |
|     |    |    |    |    |    |    |

| 8月 |    |    |    |    |    |    |
| 日  | 月 | 火 | 水 | 木 | 金 | 土 |
|     |    |    |    |    | 1  | 2  |
| 3   | 4  | 5  | 6  | 7  | 8  | 9  |
| 10  | 11 | 12 | 13 | 14 | 15 | 16 |
| 17  | 18 | 19 | 20 | 21 | 22 | 23 |
| 24  | 25 | 26 | 27 | 28 | 29 | 30 |
| 31  |    |    |    |    |    |    |
|     |    |    |    |    |    |    |

| 9月 |    |    |    |    |    |    |
| 日  | 月 | 火 | 水 | 木 | 金 | 土 |
|     | 1  | 2  | 3  | 4  | 5  | 6  |
| 7   | 8  | 9  | 10 | 11 | 12 | 13 |
| 14  | 15 | 16 | 17 | 18 | 19 | 20 |
| 21  | 22 | 23 | 24 | 25 | 26 | 27 |
| 28  | 29 | 30 |    |    |    |    |
|     |    |    |    |    |    |    |

| 10月 |    |    |    |    |    |    |
| 日   | 月 | 火 | 水 | 木 | 金 | 土 |
|      |    |    | 1  | 2  | 3  | 4  |
| 5    | 6  | 7  | 8  | 9  | 10 | 11 |
| 12   | 13 | 14 | 15 | 16 | 17 | 18 |
| 19   | 20 | 21 | 22 | 23 | 24 | 25 |
| 26   | 27 | 28 | 29 | 30 | 31 |    |
|      |    |    |    |    |    |    |

| 11月 |    |    |    |    |    |    |
| 日   | 月 | 火 | 水 | 木 | 金 | 土 |
|      |    |    |    |    |    | 1  |
| 2    | 3  | 4  | 5  | 6  | 7  | 8  |
| 9    | 10 | 11 | 12 | 13 | 14 | 15 |
| 16   | 17 | 18 | 19 | 20 | 21 | 22 |
| 23   | 24 | 25 | 26 | 27 | 28 | 29 |
| 30   |    |    |    |    |    |    |
|      |    |    |    |    |    |    |

| 12月 |    |    |    |    |    |    |
| 日   | 月 | 火 | 水 | 木 | 金 | 土 |
|      | 1  | 2  | 3  | 4  | 5  | 6  |
| 7    | 8  | 9  | 10 | 11 | 12 | 13 |
| 14   | 15 | 16 | 17 | 18 | 19 | 20 |
| 21   | 22 | 23 | 24 | 25 | 26 | 27 |
| 28   | 29 | 30 | 31 |    |    |    |
|      |    |    |    |    |    |    |

### 祝日
本年は祝日の新設・廃止・変更はなし。以下、移動祝日のみ記載。
- 成人の日：1月13日
- 春分の日：3月20日
- 海の日：7月21日
- 敬老の日：9月15日
- 秋分の日：9月23日
- スポーツの日：10月13日

## できごと

### 1月
- 1月1日 - 2018年以降、全面的に停止されていた自国著作物のパブリックドメイン化が映画の著作物に限り再開[注 1]。
- 1月7日 - 青森県は、前年末からの大雪を受け、青森市、弘前市、五所川原市、黒石市、平川市、藤崎町、大鰐町、田舎館村、板柳町、鶴田町に災害救助法を適用したと発表[2][3]。
- 1月8日 - 内閣総理大臣の石破茂が、前年にノーベル平和賞を受賞した日本原水爆被害者団体協議会（日本被団協）の代表委員らと面会[4][5]。
- 1月10日 - 自民党は無所属の衆院議員の三反園訓・広瀬建を入党させると決定[6]。
- 1月13日
  - 東京女子医科大学の新校舎建設工事を巡り、大学に約1億1700万円を不正に支出させたとして、警視庁は元理事長を背任容疑で逮捕[7]。
  - 21時19分頃、日向灘を震源とするマグニチュード6.6（速報値の6.9から修正）の地震が発生。宮崎県宮崎市などで震度5弱[8]。同県などに津波注意報を発令[9]。気象庁は南海トラフ地震臨時情報を発出、南海トラフ沿いの地震に関する評価検討会を開催[10]。南海トラフ地震発生の可能性は平常時と比べ高まったと考えられないとして調査を終了[11]。1人が軽傷[12]。
- 1月14日
  - 2023年9月に宝塚歌劇団の25歳の劇団員が死亡した問題を受け、歌劇団を運営する阪急電鉄の親会社の阪急阪神ホールディングスは、歌劇団を分社化してガバナンスを強化し劇団員の雇用形態を変更するなどの再発防止策を発表[13]。
  - 内閣官房長官の林芳正が衆参両院の議院運営委員会の理事会で24日に通常国会を召集し新年度予算案を提出すると伝達。政府は通常国会の召集を閣議決定[14]。
  - 三菱UFJ銀行の貸金庫から顧客の金塊2億6000万円相当を盗んだとして、警視庁は元支店長代理を窃盗容疑で逮捕[15]。
- 1月15日
  - 2024年東京都知事選挙で次点となった広島県安芸高田市の元市長の石丸伸二が地域政党再生の道の設立を発表[16]。
  - ブリュッセルで北大西洋条約機構日本政府代表部が大使館から独立して開設[17]。
  - 政府の地震調査委員会は、南海トラフ巨大地震が今後30年以内に起きる確率について、1日時点で再計算し「80％程度」に引き上げたと公表[18][19]。
- 1月16日 - 政府が石油元売り各社に出している燃料油価格激変緩和補助金（ガソリン補助金）が減額。レギュラーガソリンの小売価格は月内にも1リットル当たり185円程度まで上昇する見込み[20]。
- 1月17日
  - 東京都議会の自民党会派、都議会自民党が開いた政治資金パーティーの収入の一部を政治資金収支報告書に記載していなかったとして、東京地検特捜部は都議会自民党の会計担当者を政治資金規正法違反の容疑で略式起訴[21]。都議会自民党は政治団体を解散する方針を表明。会派は存続[22]。21日、東京簡裁は会計担当者に罰金100万円、公民権停止3年の略式命令[23]。
  - フジテレビジョン社長の港浩一が記者会見で、一部週刊誌で報じられた同局社員とタレントの中居正広をめぐる一連の疑惑について、第三者の弁護士を中心とした調査委員会を立ち上げ、結果がまとまれば速やかに公表すると表明[24]。
  - 旧優生保護法に基づく優生手術等を受けた者等に対する補償金等の支給等に関する法律が施行[25][26]。
  - 政府は前年12月19日に死去した読売新聞グループ本社代表取締役主筆の渡辺恒雄を正三位に叙すると閣議決定[27]。
  - 阪神・淡路大震災30年追悼式典。天皇皇后が臨席[28]。
- 1月19日 - 前年10月の衆院選で車上運動員に法定上限を超える報酬を支払ったとして、福岡区検は鳩山二郎陣営の運動員の女を公職選挙法違反（買収）で福岡簡裁に略式起訴。簡裁は罰金50万円の略式命令[29]。
  - 参院議員の宮口治子が立憲民主党に離党届を提出[30]。28日、党が離党を承認[31]。
- 1月21日
  - 政府は警察庁長官に楠芳伸を、警視総監に迫田裕治を充てる人事を閣議で了承[32]。
- 1月22日
  - タレントの中居正広と女性とのトラブルの発生時にフジテレビの専務として対応に当たっていた関西テレビ放送（カンテレ）社長の大多亮は定例会見で「大変重い事案なので、港社長（フジテレビ社長の港浩一）にその日（自身が報告を受けた日）のうちに上げた（報告した）」「彼女（被害者）のケア、プライバシーを守ることを最優先しようということで、本当に限定された社員が彼女のケアにあたっていました。もう少し寄り添うのにどういう形があったのか。彼女のことを思うと足りていたのか、足りていなかったのかということをすごく感じている」と証言。フジテレビに対して「きちっとしたこの件の調査を求めたいと思っております」と呼びかけ[33]。カンテレはこの件に関係していないとした上で、局員と芸能関係者の関係について社内調査を行うと表明[34][35]。
  - 午後8時ごろ、JR長野駅の善光寺口付近で男女3人が男に刃物のようなもので襲われ、うち40代の男性が死亡[36]。26日、長野県警は長野市在住の40代の男を逮捕[37]。
- 1月23日
  - タレントの中居正広が芸能界からの引退を表明[38]。
  - フジテレビジョンと親会社のフジ・メディア・ホールディングスは臨時取締役会で、中居正広と女性とのトラブルへの対応に問題がなかったか検証する独立した第三者委員会の設置を決議。17日の社長会見で示した方針を見直した。フジテレビは27日にオープンな形式で記者会見を行うと表明[39]。
- 1月24日
  - 第217回国会（常会）が召集[40]。
    - 政府が2025年度予算案を国会に提出[41]。
- 1月27日 - フジテレビジョン社長で親会社のフジ・メディア・ホールディングス（HD）取締役の港浩一と両社の会長の嘉納修治が、元タレント中居正広と女性とのトラブルへの対応の責任を取り辞任。フジテレビは臨時株主総会・臨時取締役会で後任の社長にHD専務の清水賢治が28日付で就任する人事を決定[42]。28日、フジテレビ副会長の遠藤龍之介も3月末をメドに辞任する意向を表明[43]。
- 1月28日 - 八潮市道路陥没事故。埼玉県八潮市の県道の交差点で道路が陥没、トラックが転落し運転手の男性が取り残された[44]。現場で下水道の管渠が閉塞。汚水の流量を減らすため、塩素投入の応急処理を行ったうえで新方川を経由して中川に放流[45]。
- 1月30日
  - 森友学園問題：森友学園に関する財務省の決裁文書の改ざんに関与させられ自殺した近畿財務局職員の妻が国に関連文書の開示を求めた裁判で、大阪高裁は国が文書の存否も明らかにせず不開示とした決定は違法として1審の大阪地裁の判断を取り消す判決[46]。
- 1月31日 - 衆議院予算委員会で、2025年度予算案が実質的な審議入り。少数与党での本予算案審議は、1994年に日本社会党が連立から離脱した羽田孜政権下以来31年ぶり[47]。

### 2月
- 2月1日 - 札幌市は同市南区にある動物園、ノースサファリサッポロの運営会社に対し、宅地や商業施設の開発が制限される「市街化調整区域」に動物園を無許可で開設し20年にわたり営業していたとして、都市計画法に基づく除却命令を検討していると判明[48]。
- 2月6日
  - 広島高裁岡山支部は前年10月の第50回衆院選で1票の価値に最大で2.06倍の格差があったことは憲法に違反しないと判断、選挙の無効を求める訴えを棄却する判決[49]。
  - 森友学園問題に関する財務省の決裁文書改ざんをめぐり、関連文書の不開示決定を取り消した大阪高裁の判決について、政府は最高裁への上告を断念する方針を決定[50]。
- 2月7日 - （現地時間6日）米カリフォルニア州の連邦地裁は大リーグ・ロサンゼルス・ドジャース選手の大谷翔平の預金口座から約1700万ドル（約26億円）をだまし取ったとして銀行詐欺罪などに問われた元通訳の水原一平に対し禁錮4年9ヶ月と被害額全額の弁償を命じる判決[51]。
- 2月12日 - 広島、大阪、札幌の3高裁は、選挙区間の1票の格差が最大2.06倍となった前年10月の第50回衆院選について「平等の要求に反する状態にあったとはいえない」と述べ合憲と判断、いずれも選挙無効を求める請求を棄却する判決[52]。
- 2月14日
  - 農林水産省は高騰が続く米価の是正に向け、21万トンの政府備蓄米を市場に放出すると発表。まず15万トンを3月中旬にも放出し、流通の状況を踏まえて追加[53]。
  - 公明党東京都本部は、東京都議会の自民党会派による政治資金パーティー収入の不記載問題を受け、不記載への関与の有無にかかわらず、都議選で自民公認候補への推薦を見送る方針を固めたと判明[54]。
- 2月16日 - 山形県東置賜郡高畠町が発注した業務の指名競争入札で予定価格を業者に漏らしたとして官製談合防止法違反などの疑いで町建設課係長を逮捕。公競売入札妨害の疑いで南陽市の測量設計会社社長も逮捕[55]。
- 2月17日 - 大阪府岸和田市議会は出直し選挙後初の本会議で、市長の永野耕平に対する2度目の不信任決議案を全会一致で可決。永野は失職[56]。
- 2月18日
  - 福岡高裁那覇支部は前年10月の第50回衆院選で1票の価値に最大で2.06倍の格差があったことについて、憲法に違反しないと判断、選挙の無効を求める訴えを棄却する判決[57]。
  - みずほ銀行は行員が貸金庫から顧客の現金を盗んだ事案があったと発表。2019年に発覚し、行員はすでに懲戒解雇[58]。
- 2月19日
  - 和歌山地裁は、2023年4月に和歌山市の演説会場で自作の爆発物を投げ込み、当時の内閣総理大臣の岸田文雄らを殺害しようとしたとして殺人未遂など5つの罪に問われた男に懲役10年の実刑判決[59]。
  - 仙台高裁秋田支部と名古屋高裁は前年10月の第50回衆院選で1票の価値に最大で2.06倍の格差があったことについて、憲法に違反しないと判断、選挙の無効を求める訴えを棄却する判決[60]。
- 2月20日 - 前年の兵庫県知事選挙の期間中にNHKから国民を守る党代表の立花孝志がSNSで公開した真偽が不明の文書や、知事に対する内部告発について調査するため非公開で行われた県議会の百条委員会の音声を立花に提供するのに関わったとして日本維新の会所属の県議2人が委員を辞任[61]。23日、辞任した2人を含む県議3人が会見で謝罪[62]。26日、兵庫維新の会は3人のうち岸口実を除名、増山誠を離党勧告とする処分を発表[63]。
- 2月21日 - 元広島県安芸高田市長の石丸伸二が、前年の東京都知事選挙に出馬した際、選挙期間中に集会をライブ配信した制作会社に人件費を支払ったとされる公職選挙法違反の疑惑について、会見で自身の関与を否定[64]。
- 2月24日 - 香川県立アリーナが開館[65][66]。
- 2月25日 - 自民党・公明党・日本維新の会は党首会談で、維新が主張する教育無償化や社会保険料の負担軽減策について合意。2025年度予算案は修正され、維新は賛成し成立する見通し[67]。
- 2月26日
  - 名古屋高裁金沢支部、広島高裁松江支部、高松高裁は前年10月の第50回衆院選で1票の価値に最大で2.06倍の格差があったことについて、憲法に違反しないと判断、選挙の無効を求める訴えを棄却する判決[68]。
  - 岩手県大船渡市で林野火災を覚知。1人が死亡。222棟に被害[69]。
- 2月27日 - プロ野球オンラインカジノ利用問題：日本野球機構（NPB）はオリックスバファローズの選手がオンラインカジノを利用していた件を受け、オンラインカジノの利用について申告を求めた結果、全12球団中7球団の14人から申告があったと発表[70]。
- 2月28日 - 山梨県富士吉田市の遊園地、富士急ハイランドでジェットコースター「ええじゃないか」の点検作業をしていた29歳の従業員が止まっている車両とレールの間に挟まれ死亡。運営会社は「ええじゃないか」の営業を休止[71]。5月1日に営業を再開[72]。

### 3月
- 3月3日
  - 国際司法裁判所判事の岩澤雄司が任期途中で辞職したレバノンのナワフ・サラーム（英語版）の後任として第28代所長に選出。日本人の国際司法裁判所所長は小和田恆に次いで2人目[73]。
  - 前年9月6日に成年（18歳）を迎えた悠仁親王が初の記者会見[74]。
- 3月4日 - 女性スキャンダルで前年12月に役職停止3ヶ月の処分を受けた国民民主党の衆院議員の玉木雄一郎が代表に復帰[75]。
- 3月5日
  - 兵庫県知事の斎藤元彦が内部告発された問題を巡り、県議会本会議は百条委員会の調査報告書を賛成多数で了承。報告書は、告発文書について「一定の事実が確認された」と指摘。告発を受けた県の対応は公益通報者保護法に違反する可能性が高いとし、知事の一部言動は「パワハラ行為と言っても過言ではない不適切なものだった」と認定[76]。
  - 2011年3月の福島第一原発事故をめぐり事故当時の東京電力の経営陣3人が強制起訴された裁判で、最高裁は裁判中に死去した1人を除く2人についてこの日までに上告を棄却。無罪判決が確定へ[77]。
- 3月6日
  - 福岡県田川市議会は、公費出張に随行した女性と不倫関係にあった市長の村上卓哉に対する問責決議案を全会一致で可決[78]。
  - 午前11時半ごろ、上野駅 - 大宮駅間を走行していた東北新幹線「はやぶさ」と「こまち」の連結部分が外れ、西日暮里駅の近くに停車。東北、上越、北陸の各新幹線は一時全線で運転を見合わせ[79]。
- 3月7日
  - 内閣総理大臣の石破茂は高額な医療費の患者負担を抑える高額療養費制度について、8月に予定していた負担限度額の引き上げを見合わせると表明[80]。
  - 福岡高裁は前年10月の第50回衆院選で1票の価値に最大で2.06倍の格差があったことについて、憲法に違反しないと判断、選挙の無効を求める訴えを棄却する判決。全国14の高裁・支部に計16件起こされた同種訴訟の最後の判決で、全て合憲の判断となった[81]。
  - 名古屋高裁は「同性カップルが法律婚制度を利用できないとする区別は、性的指向によって差別する取り扱いだ」などとして同性結婚を認めない民法などの規定は違憲とする判決。同様の裁判での2審の違憲判決は4件目[82]。
  - 総務大臣の諮問機関である電波監理審議会は、日本テレビ系列の札幌テレビ・読売テレビ・中京テレビ・福岡放送を傘下とする放送持株会社、読売中京FSホールディングスの設立を認めると答申[83]。11日、総務省は傘下となる4社に認定証を交付[84][85]。
- 3月8日 - 長崎県佐々町が発注した給水管改修工事の指名競争入札を巡り、業者に事前に最低制限価格に近い額を漏らして落札させたとして、長崎県警察は町長の古庄剛を官製談合防止法違反と公契約関係競売入札妨害の容疑で逮捕[86]。
- 3月9日 - 大船渡市山林火災：岩手県大船渡市は2月26日に発生した山林火災を鎮圧したと発表。10日正午までに避難指示を全て解除[87]。
- 3月10日
  - 兵庫県庁内部告発文書問題：兵庫県知事の斎藤元彦に対する告発を巡り、非公開だった県議会百条委員会の音声データなどをNHK党党首の立花孝志に提供することに関与し、兵庫維新の会から除名や離党勧告の処分を受け党籍を離れた県議3人が新会派・躍動の会を結成[88]。
  - 無許可建築などの問題が指摘されている札幌市南区の動物園ノースサファリサッポロが9月末で閉園するとホームページ上で発表[89]。
- 3月12日
  - 2023年に札幌市で発生したすすきのホテル殺人事件で娘が行った殺人などを手助けしたとされた61歳の父親に対し、札幌地裁は殺人幇助の事実を認めず、成立するのは死体遺棄幇助罪などにとどまるとして懲役1年4か月、執行猶予4年の有罪判決[90]。
  - 2024年の岡山県新見市長選挙で車上運動員に法定上限を超えた報酬を支払ったとして、新見区検は公職選挙法違反（買収）の罪で、落選した前市長の戎斉と出納責任者だった妻を略式起訴[91]。新見簡裁は戎と妻にそれぞれ罰金50万円の略式命令[92]。
- 3月13日 - 内閣総理大臣で自由民主党総裁の石破茂が同月に行った党所属の一回生議員との懇談会で「お土産」として10万円相当の商品券を石破の私費で事務所から渡していたと発覚[93]。石破は「法律に抵触するものではございません。政治活動に関する寄付でもございません。（政治資金）規正法上の問題はないというわけでございます」と釈明[94]。14日、石破は参議院予算委員会で「国民への思いが至らなかったことは深くお詫びする」と陳謝[95]。
- 3月14日 - 政治団体・NHKから国民を守る党党首の立花孝志が街頭演説中に男に鉈で切り付けられ頭と耳などを負傷。切り付けた男を現行犯逮捕[96]。
- 3月18日 - 悠仁親王が筑波大学附属高等学校を卒業[97]。
- 3月19日
  - 兵庫県庁内部告発文書問題：兵庫県知事の斎藤元彦が内部告発された問題を調査した第三者委員会は、告発文書をめぐる県の対応が公益通報者保護法に違反しており、県職員に対する知事の言動がパワーハラスメントに該当すると認めた報告書を公表[98]。
  - 海洋研究開発機構の北極域研究船、みらいIIの進水式[99]。
- 3月20日 - 福岡空港の第2滑走路が供用開始[100]。
- 3月21日
  - 消費者庁は通信販売会社の夢グループに対し6589万円の課徴金納付命令。新型コロナウイルスが流行し始めた2020年3月から4月にかけて新聞広告で「立体マスク30枚セット3600円」「広告の有効期限5日間」と表示、期間限定の価格で送料などの追加費用がないかのように宣伝して販売したのは景品表示法違反（有利誤認表示）に当たるとした。夢グループは納得いかない点があるとして不服申し立てを検討[101]。
  - 秋田県鹿角市の臨時市議会本会議で市長の関厚に対する2度目の不信任決議案が賛成多数で可決。関は市長を失職し、50日以内に行われる出直し市長選挙への出馬を表明[102]。
  - 楽天証券が顧客の間でフィッシング詐欺とみられる被害が相次いでいると公表[103]。
- 3月22日
  - 東京都葛飾区にこち亀記念館がオープン[104]。
  - 大手牛丼チェーンのすき家は鳥取南吉方店で1月21日に提供したみそ汁にネズミが混入していたと発表。保健所との相談の上、店舗を一時閉店し、混入に繋がる可能性のある建物のひび割れなどへの対策を実施[105]。
- 3月23日
  - 愛媛県今治市の林野で火災を覚知。31日に鎮圧、4月14日に鎮火。4人が負傷。林野約442ヘクタール、建物23棟に被害[106]。一時、今治市長沢地区と西条市楠河地区の1011世帯、1887人に避難指示[107]。
  - 午後3時ごろ、岡山市南部の山林で煙が上がっていると住民から消防に通報。民家・倉庫など5棟が焼け、2地域の403世帯893人に避難指示[108]。
  - 熊本県阿蘇郡南阿蘇村で林野火災を覚知。1人が軽症。24日に鎮火[109]。
- 3月24日
  - 日本野球機構（NPB）の日本プロフェッショナル野球組織は、オンラインカジノを利用した8球団の16名の選手（最初に発覚したオリックスの1名と自主申告した15名）に対し制裁金として計1020万円を科し、NPBと全12球団の拠出分と合わせ3000万円をギャンブル依存症対策に取り組む団体などに寄付すると発表[110]。
  - マイナンバーカードと運転免許証の一体化が開始。
  - 東京・市ヶ谷の防衛省内に陸海空の各自衛隊を一元的に指揮監督する統合作戦司令部が設置され発足[111]。
  - 食品大手のサトウ食品は5月末ごろに「サトウのごはん」のうち17品目の販売を終了し、5品目の販売を休止すると発表。米不足の影響によるパックごはんの需要増大に伴い一部商品の出荷調整が必要となったため[112]。
- 3月25日
  - 世界平和統一家庭連合（旧統一教会）の高額献金や霊感商法などを巡る問題で、東京地裁は国の請求を認め教団に解散を命じた[113]。教団は決定を不服として東京高裁へ即時抗告する方針を表明[114]。
  - 大阪府忠岡町が発注した工事の入札情報を事前に漏らしたとして、大阪府警は官製談合防止法違反などの疑いで町長の杉原健士を書類送検[115]。29日、大阪維新の会は杉原を除名処分[116]。4月1日、杉原は町議会議長に辞職願を提出[117]。
  - 大阪高裁は同性結婚を認めない民法などの規定は「性的指向による不合理な差別だ」として違憲判決。同様の裁判での2審の違憲判決は5件目[118]。
- 3月26日
  - 参院本会議で、選挙ポスターの品位保持を求める改正公職選挙法が、自民、立憲民主、公明、維新、国民民主、共産などの賛成多数で可決、成立[119]。
  - 参院本会議で、半島振興法の一部を改正する法律が可決、成立[120]。
- 3月27日
  - フジテレビジョンとフジ・メディア・ホールディングスは両社の取締役相談役の日枝久が退任すると発表。両社の社長の記者会見で、日枝がフジサンケイグループの代表も辞任すると発表[121]。
  - 勤務実態のない公設秘書の給与を国から騙し取ったとして詐欺の罪に問われた前参議院議員の広瀬めぐみに対し東京地裁は懲役2年6カ月執行猶予5年の有罪判決[122]。
  - 前年の衆院選の直前、選挙区内の祭りに参加した団体に計25万円を寄付したとして福島地方検察庁は公職選挙法違反（寄付行為）の罪で前衆議院議員の亀岡偉民を在宅起訴[123]。
- 3月28日
  - 福岡空港で国際線旅客ターミナルビルの増改築が終了し供用を開始[124]。
  - 飼育施設の無許可建築問題などを受け、9月末に閉園すると発表した札幌の民間動物園ノースサファリサッポロの運営会社が動物移動の計画書を札幌市に提出[125]。
- 3月29日
  - 大手牛丼チェーンのすき家は東京都の昭島駅南店で28日に提供した商品に害虫が混入していたと指摘されたことを発表。この店舗はその日のうちに休業。全国のおよそ1970店舗で対策を取る必要があるとして31日から4月4日まで順次休業[126]。
  - 内閣総理大臣の石破茂が硫黄島を訪問し、日米硫黄島戦没者合同慰霊追悼顕彰式に参列[127]。
- 3月30日 - コメ農家や酪農家らが東京中心部など全国14カ所で「令和の百姓一揆」と位置付けデモ行進。農業現場の厳しさや所得の向上を訴え[128]。
- 3月31日
  - NTT東日本・西日本が提供する天気予報テレフォンサービス「177」が、気象情報の確認手段の多様化や固定電話の利用減少に伴う利用の大幅な減少のため終了[129]。
  - 中日新聞北陸本社発行の「北陸中日新聞」の夕刊が休刊[130]。翌4月1日から朝刊のみ発行。
  - 元タレントの中居正広と女性とのトラブルについて、フジテレビジョンと親会社のフジ・メディア・ホールディングスが設置した第三者委員会が調査報告書を公表。委員会とフジテレビがそれぞれ記者会見[131]。
  - 2025年度予算が衆院での修正に続き参院で再修正され、衆院本会議で同意を得て成立[132]。

### 4月
- 4月1日
  - 午前10時、宮内庁のYouTube公式チャンネルが開設[133]。
  - 大型自動車、中型自動車、準中型自動車、大型第二種、中型第二種の運転免許にオートマチック限定免許が導入[134]。マニュアル車の免許を取得する際も、原則としてオートマチック車での技能教習に変更。路上教習でのマニュアル車運転は廃止され、クラッチとギアの操作方法を学習する4時限の技能教習と卒業検定でのクラッチとギアの操作に関する部分のみになった[135]。
  - 総排気量が50cc超125cc以下で最高出力が4.0 kW（5.4ps）以下に制御された二輪車を新基準原動機付自転車とし、従来の原付免許で運転を可能とする制度が開始[136]。
  - インターネット上の誹謗中傷などの投稿についてSNSの運営事業者による被害者への迅速な対応を求める情報流通プラットフォーム対処法（特定電気通信による情報の流通によって発生する権利侵害等への対処に関する法律）が施行[137]。
  - 国立感染症研究所と国立国際医療研究センターが統合して国立健康危機管理研究機構（JIHS）が発足[138]。
  - 地域における生物の多様性の増進のための活動の促進等に関する法律（地域生物多様性増進法）が施行[139]。
  - 食料供給困難事態対策法が施行[140]。
  - 前月の大学卒業者のこの日時点の就職率は98.0％で、調査開始以降2番目の高さ。5月23日に厚生労働省が発表[141]。
- 4月2日
  - 日本民間放送連盟（民放連）の緊急対策委員会はフジテレビの第三者委員会の報告を受けフジテレビを厳重注意。会員社に人権尊重とコンプライアンス徹底を要請。会長（フジテレビ前副会長）の遠藤龍之介が辞任し、専務理事の堀木卓也が会長職を代行[142]。
  - プロ野球・読売巨人軍選手の坂本勇人が東京国税局の税務調査を受け、2022年までの3年間で約2億4000万円の申告漏れを指摘されていたことが判明。過少申告加算税を含む追徴税額は約1億円で、既に修正申告を済ませたとみられる[143]。
- 4月3日 - 総務省はフジテレビとフジ・メディア・ホールディングスが第三者委員会の調査報告書を公表したことを受け、両社に再発防止を求め厳重注意。法令順守の対応の強化策の具体化などを要請し、実施状況の公表と報告を求めた。民放連とNHKにも同様の施策の実効性を確保を求め、民放連には加盟各社へ取り組みを徹底するよう要請[144]。
- 4月4日
  - 米大統領のドナルド・トランプが相互関税を発表したことを受け、内閣総理大臣（自由民主党総裁）の石破茂は公明党代表の斉藤鉄夫、立憲民主党代表の野田佳彦、日本維新の会共同代表の前原誠司、国民民主党代表の玉木雄一郎、日本共産党委員長の田村智子、れいわ新選組代表の山本太郎に呼びかけ、国会内で党首会談[145]。
  - フジテレビの元アナウンサーと中居正広の間のトラブルの発生当時、フジテレビの編成担当の専務として対応した関西テレビ放送社長の大多亮が、第三者委員会の報告書で対応を批判されたことを受け引責辞任。6月の株主総会まで会長の福井澄郎が社長を兼務[146]。
  - GLION ARENA KOBEが開業[147]。
- 4月5日
  - 悠仁親王が筑波大学に入学。生命環境学群生物学類に在籍[148]。
  - 東京高速道路（KK線）が廃止[149]。
- 4月6日
  - 中日本高速道路（NEXCO中日本）が管理する高速道路のETCのシステムに障害[150]。東京、神奈川、愛知など7都県の一部料金所のETC専用レーンなどの利用が不可能になった。翌7日、全料金所で応急復旧作業が完了し運用を再開[151]。
  - 長崎県対馬市から福岡市内の病院に向かっていた民間の医療搬送ヘリコプターが消息を絶ち、海上で転覆しているのを第7管区海上保安本部の巡視船が発見。搭乗していた6人は全員救助。うち3人が死亡[152]。
  - 天皇皇后が戦没者慰霊のため硫黄島を行幸啓[153]。
- 4月8日
  - 静岡県掛川市の新東名高速道路で、乗用車を運転中に大型トレーラーに追突する事故を起こしてけがをし、搬送された病院で看護師の女性を蹴ったりひっかいたりするなどしてけがをさせたとして、静岡県警は俳優の広末涼子を傷害の容疑で逮捕[154]。16日に釈放。
  - 午前6時40分ごろ、北海道のJR宗谷本線で、普通列車が中川町の天塩中川駅と幌延町の問寒別駅の間を走行中に脱線。稚内駅 - 音威子府駅間は運転見合わせ。雪融け水が流入し線路を支える盛土が崩壊[155]。26日、事故から18日ぶりに運行を再開[156]。
  - 3月28日の地震で被災したミャンマー・マンダレーで活動中の国際緊急援助隊の医療チームのために薬品・検査薬など資機材を運ぶ航空自衛隊のC-130輸送機が小牧基地からマンダレー国際空港に向け出発。翌9日、到着[157]。
- 4月9日 - 参議院本会議で改正道路法などが可決・成立[158]。
- 4月10日 - 奈良市の学校のグラウンドに落雷。部活動中の中高生6人が病院に搬送。うち1人が心肺停止。奈良県には雷注意報が発令されていた[159]。
- 4月11日 - 福岡県警はこの日までに、違法なオンラインカジノを利用した疑いで福岡ソフトバンクホークスの関係者を福岡地検に書類送致したことが判明[160]。
- 4月12日 - 午後10時ごろ、広島県府中町の公園で男性が流血した状態で見つかり死亡。広島県警は殺人事件と断定し捜査[161]。
- 4月13日
  - 2025年日本国際博覧会（大阪・関西万博）が開幕[162]（12日に開会式）。165の国・地域・国際機関が公式参加[163]。10月13日まで。
  - 午前10時40分ごろ、東京都清瀬市のスーパーマーケットで女性が夫に包丁で刺され死亡。警視庁は夫を現行犯逮捕[164]。
- 4月14日
  - 午前10時15分ごろ、和歌山県知事の岸本周平が公舎で倒れているのを秘書が発見し、病院へ搬送。翌15日、死去[165]。
  - 北海道石狩市の住宅の敷地に置かれていたバッグの中から衣服を身につけていない生後間もない男児の遺体が発見[166]。5月23日、北海道警は17歳の母親を死体遺棄容疑で逮捕[167]。
  - 内閣総理大臣の石破茂と連合会長の芳野友子が会談。16年ぶりの政労会見[168]。
- 4月15日 - 乳業メーカーのよつ葉乳業は北海道音更町にある工場の製造ラインで機器ベルトが破損し、製品に金属が混入した可能性があるとしてバター13品目、およそ628万個を自主回収すると発表[169]。
- 4月16日 - 参議院議員の梅村みずほが日本維新の会に離党届を提出。夏の参院選の大阪選挙区の公認候補者を選ぶ党内の予備選で敗れていた[170]。27日、離党を承認[171]。
- 4月17日 - 第221回ユネスコ執行委員会で「増上寺が所蔵する三種の仏教聖典叢書」をユネスコ世界の記憶に登録すると決定[172]。
- 4月18日
  - 神戸空港第2ターミナルビルがオープン。国際チャーター便が初就航[173]。
  - 参議院本会議で改正児童福祉法などが可決・成立[174]。
  - 参議院本会議で改正鳥獣保護管理法（鳥獣の保護及び管理並びに狩猟の適正化に関する法律）が可決・成立[175]。
- 4月19日 - 宇宙に長期滞在中の大西卓哉が国際宇宙ステーションの船長に就任[176]。
- 4月20日 - 政治団体・12平和党が解散。25日、公式サイトで代表のデヴィ・スカルノと共同代表の堀池宏が連名で発表[177]。
- 4月21日 - 自民党派閥の政治資金問題をめぐり、参議院予算委員会で旧安倍派幹部だった衆議院議員の世耕弘成を参考人招致。現職の国会議員が同委員会に参考人招致されたのは初めて[178]。
- 4月23日
  - 国会の国家基本政策委員会合同審査会で党首討論。内閣総理大臣の石破茂と野田佳彦、前原誠司、玉木雄一郎が討議[179]。
  - 長崎県北松浦郡佐々町長の古庄剛が官製談合事件などで起訴された責任を取り町議会に辞職願を提出[180]。
  - 国民民主党は、過去に偽名を使って女性と不倫していたとして衆議院議員の平岩征樹を無期限の党員資格停止処分にすると決定[181]。
- 4月24日 - 第四北越フィナンシャルグループと群馬銀行は2027年4月の経営統合を目指して基本合意したと発表[182]。
- 4月25日
  - 日本民間放送連盟（民放連）は、辞任した遠藤龍之介（フジテレビ前副会長）の後任の会長にテレビ朝日会長の早河洋を内定。5月22日の総会と理事会で正式決定。任期は遠藤の本来の任期の2026年6月まで[183]。
  - TBSテレビは社内調査で、およそ25年から15年前に同局のアナウンサーが出演者から受けたハラスメントについて、会社の対応が不十分だった事案4件を確認したと発表。「当時、ハラスメントに対する当社の認識が不足しており、研修や相談の体制なども不十分だった」「社員を守れなかった事実を深く反省し、被害を受けた方々に深くお詫び申し上げます」とコメント[184]。
  - 内閣総理大臣の石破茂が第1回就職氷河期世代等支援に関する関係閣僚会議を開催[185]。
  - 韓国の元慰安婦の遺族が日本政府に損害賠償を求めていた裁判で清州の地方裁判所は原告の訴えを認め賠償を命じる判決[186]。5月15日、地裁は判決が確定したと表明[187]。
- 4月26日
  - 国内最高齢者の林おかぎ[注 2]（115歳）が死去[188]。近藤ミネ（114歳）が国内最高齢者となった[189]。5月20日、近藤が死去。臼井ます（114歳）が国内最高齢者となったが、翌21日に死去。廣安美代子（114歳）が国内最高齢者となった[190]。
  - 東京カテドラル聖マリア大聖堂で駐日本国ローマ法王庁大使館が主催するローマ教皇フランシスコの追悼ミサ。天皇の名代で秋篠宮文仁親王が参列[191][192]。
- 4月30日
  - フジ・メディア・ホールディングスは取締役会で、ガバナンス向上に向け相談役制度の廃止、常勤役員の定年制、社外取締役の在任期間上限の導入などを決定。決算見通しを下方修正し、2025年3月期の連結純損益が201億円の赤字に転落する見通しと公表。同社と子会社のフジテレビジョンの社長はアナウンサーに対する性暴力に対する対応を巡り、総務省に再発防止策を報告[193]。
  - 北海道泊村の北海道電力泊原子力発電所3号機の再稼働を巡り、原子力規制委員会は安全対策が新規制基準に適合しているとする審査書案を了承。審査に事実上合格[194]。

### 5月
- 5月1日
  - 参政党代表選挙が告示。衆議院議員の吉川里奈、副代表で石川県議会議員の川裕一郎、代表で参議院議員の神谷宗幣が立候補[195]。
  - 宮内庁は侍従職の20代の職員が2023年11月からこの年3月にかけ、天皇家の生活費などに使用される内廷費から計360万円を窃盗したとして皇宮警察本部に告発し懲戒免職処分。内廷費の管理を怠ったとして40代の職員を減給1ヶ月の懲戒処分[196]。
  - 大阪市西成区の小学校近くの通学路で自動車が下校中の児童の列に突っ込み7人が負傷。大阪府警は運転していた無職の男を殺人未遂容疑で現行犯逮捕[197]。
  - この日時点の山形県の人口は99万9,378人で、105年ぶりに100万人割れ。30日に県が発表[198]。
- 5月2日 - 埼玉県八潮市道路陥没事故で行方不明になっていたトラック運転手の男性が遺体で発見[199]。
- 5月3日 - 愛子内親王が世界災害救急医学会開会式に出席。初の「おことば」を述べた[200]。
- 5月6日 - 心筋虚血の可能性が高いと診断された上皇明仁が東京大学医学部附属病院に検査入院[201]。10日に退院し、宮内庁は無症候性心筋虚血と診断されたと発表。服薬治療を行う[202]。
- 5月7日
  - 2023年に札幌市で発生したすすきのホテル殺人事件で娘が遺体を損壊・遺棄するのを幇助した罪に問われた62歳の母親に対し札幌地裁は懲役1年2か月、執行猶予3年の有罪判決[203]。
  - 東京メトロ南北線の東大前駅で男が刃物を振り回し男性2人が負傷。警視庁は43歳の男を殺人未遂の疑いで逮捕[204]。
- 5月8日
  - 警視庁はオンラインカジノで金を賭けていたとして読売巨人軍の選手2人を賭博容疑で書類送検[205]。
  - 東京・立川市の小学校で男2人が教室に乱入、教職員や用務員に暴行し5人が軽傷。警視庁は40代と20代の男2人を暴行の現行犯で逮捕[206]。
  - AIエンジニアの安野貴博は政治団体、チームみらいの設立を発表。夏の参院選に10人以上を擁立し、自身も比例代表から立候補すると表明[207]。
- 5月9日
  - 参政党代表選挙。現職の神谷宗幣が当選し続投[208]。
  - 静岡県で富士登山の規制条例が施行。1人4,000円の入山料の徴収や登山口の通行時間の規制など[209]。
  - 沖縄県議会は米海兵隊員による性的暴行事件に関する意見書と抗議決議を可決[210]。
- 5月12日
  - 中居正広・フジテレビ問題：元タレントの中居正広の代理人弁護士は、フジテレビジョンとフジ・メディア・ホールディングスが設置した第三者委員会の調査報告書が中居の行為を「性暴力」と認定したのは「中立性・公正性に欠ける」と反論。資料の開示を求める文書を送付[211]。23日、第三者委が回答内容を公表。事実認定は「適切であった」とし、証拠の開示は拒否[212]。中居側は再反論のコメントを発表[213]。
  - 日産自動車は経営立て直しに向け追加で1万人を超える人員削減を行う方針を固めたと判明。従来の計画とあわせ2万人規模。国内工場の閉鎖も検討[214]。
- 5月14日
  - 自衛隊機墜落事故。愛知県犬山市の入鹿池に宮崎県の航空自衛隊新田原基地所属のT-4練習機1機が墜落。小牧基地を離陸し新田原基地に向かう途中[215]。16日、人の体の一部を発見、収容[216]。22日、収容した体の一部が2人の搭乗員だと確認したと航空幕僚監部が発表[217]。
  - 参議院本会議で改正薬機法（医薬品、医療機器等の品質、有効性及び安全性の確保等に関する法律）が可決・成立[218]。
- 5月15日
  - 午前10時45分から鹿児島県の桜島が連続噴火[219]。
  - 公正取引委員会委員長の古谷一之が退任[220]。後任に茶谷栄治[221]。
- 5月16日
  - 重要経済安保情報の保護及び活用に関する法律（重要経済安保情報保護活用法）が施行[222]。
  - フジ・メディア・ホールディングスは取締役会で、6月の株主総会に提案する取締役候補に4人を追加し11人とする案を決定。大株主の投資ファンド、ダルトン・インベストメンツが提案する12人は全員入らず、ダルトンの提案に反対することも決定[223]。
  - 参議院本会議で改正下請法が可決・成立[224]。
  - 参議院本会議で能動的サイバー防御法（重要電子計算機に対する不正な行為による被害の防止に関する法律）が可決・成立[225]。
  - 沖縄県議会は参議院議員の西田昌司がひめゆりの塔の展示内容を「歴史の書き換え」とした発言への抗議決議を賛成多数で可決[226]。
- 5月19日
  - フジテレビ問題関連：関西テレビの新社長に取締役の岡宏幸が内定。6月19日の株主総会・取締役会で正式決定[227]。
  - プロ野球・中日ドラゴンズは二軍の投手統括コーチがオンラインカジノを利用していたことが判明したため当面謹慎すると発表[228]。
- 5月20日
  - 参議院本会議で改正防衛省設置法などが可決・成立[229]。
  - 参議院本会議で改正NTT法・電気通信事業法が可決・成立[230]。
- 5月21日
  - 日本放送協会（NHK）会長の稲葉延雄はフジテレビの性暴力問題を受け、番組出演者と局員との不適切な会食などの組織風土がないか点検・調査するよう指示したと表明[231]。
  - 農林水産大臣の江藤拓が内閣総理大臣の石破茂に辞表を提出し、石破は受理。事実上の更迭で、後任に小泉進次郎を起用[232]。
  - 国会の国家基本政策委員会合同審査会で党首討論。内閣総理大臣の石破茂と野田佳彦、前原誠司、玉木雄一郎が討議[233]。
- 5月22日 - 政府が燃料油価格の引下げのため新たな支援策を実施[234]。
- 5月24日 - 岐阜県羽島市と愛知県一宮市の間の木曽川に架かる新濃尾大橋が開通[235]。
- 5月26日 - 改正戸籍法が施行。戸籍に氏名のフリガナを記載する制度が開始。本籍地の市区町村が記載予定のフリガナを本人に通知。フリガナには「氏名として用いられる文字の読み方として一般に認められているものでなければならない」というルールが設けられ、キラキラネームの読み方に制限[236]。
- 5月27日
  - 自由民主党派閥の政治資金問題をめぐり、衆議院予算委員会で旧安倍派幹部だった元同院議員の下村博文を参考人聴取[237]。
  - 兵庫県の第三者委員会は、知事の斎藤元彦らの疑惑を告発した元県局長の私的情報を元県総務部長が県議3人に漏洩したと認める調査結果を公表。斎藤と元副知事の片山安孝の指示で行われた可能性が高いと判断[238]。
  - 大阪府忠岡町が発注した工事の入札情報を漏洩したとして、大阪地検は前町長を官製談合防止法違反などの罪で在宅起訴[239]。
- 5月28日

  - 参議院本会議で改正災害対策基本法などが可決・成立[240]。
  - 参議院本会議で人工知能関連技術の研究開発及び活用の推進に関する法律が可決・成立[241]。
- 5月30日 - 宮内庁は秋篠宮の長女でアメリカ在住の小室眞子が第一子を出産したと発表[242]。
- 5月31日 - 米の小売価格を下げるため、農林水産大臣の小泉進次郎が主導して随意契約方式で放出した政府備蓄米が一部の小売店で販売開始。従来のおよそ半額の5キロあたり税込み2160円で販売[243]。

### 6月
- 6月1日
  - 岸本周平の死去に伴う和歌山県知事選挙。無所属で前副知事の宮﨑泉が日本共産党公認で元和歌山市議の松坂美知子を退け初当選[244]。
  - 松戸市長選挙。前県議の松戸隆政が前副市長ら4人を破り初当選[245]。
  - 刑法等の一部を改正する法律が施行。懲役刑と禁固刑を拘禁刑に一本化[246]。
  - 厚生労働省が制定した労働安全衛生規則の一部を改正する省令が施行。事業者に職場の熱中症対策の措置を義務づけ[247]。
- 6月3日 - フジテレビの第三者委員会が元タレントの中居正広の行為を性暴力と認定したことをめぐり、委員会は中居側が資料の開示を求めていることについて「一連のやりとりが被害者に二次被害を与える危険性を懸念している」として今後のやりとりを差し控えると表明[248]。
- 6月4日
  - 兵庫県警は、前年の知事選の際、虚偽の内容をSNSに投稿したなどとして県議会の百条委員会の委員長だった奥谷謙一から告訴されていた政治団体・NHKから国民を守る党党首の立花孝志を名誉毀損、脅迫、威力業務妨害の疑いで神戸地検に書類送検[249]。
  - 参議院本会議で改正株式会社地域経済活性化支援機構法が可決・成立[250]。
  - 参議院本会議で改正公益通報者保護法が可決・成立[251]。
  - 参議院本会議で改正労働施策総合推進法（労働施策の総合的な推進並びに労働者の雇用の安定及び職業生活の充実等に関する法律）などが可決・成立[252]。
  - 参議院本会議で改正貨物自動車運送事業法、貨物自動車運送事業の適正化のための体制の整備等の推進に関する法律が可決・成立[253][254]。
- 6月5日 - フジテレビは、中居正広と女性のトラブルに関与した元編成部長を4段階の降職と1ヶ月の懲戒休職とするほか、減俸や戒告など、あわせて5人を処分し、港浩一前社長と大多亮元専務を提訴すると表明[255]。
- 6月6日
  - 2011年の福島第一原発の事故をめぐり東京電力の株主が旧経営陣に賠償を求めた株主代表訴訟の控訴審で、東京高裁は旧経営陣に13兆円あまりの賠償を命じた一審判決を取り消し株主の請求を棄却する判決[256]。
  - 参議院本会議で改正資金決済法（資金決済に関する法律）が可決・成立[257]。
  - 参議院本会議で円滑な事業再生を図るための事業者の金融機関等に対する債務の調整の手続等に関する法律が可決・成立[258]。
- 6月11日
  - 国会の国家基本政策委員会合同審査会で党首討論。内閣総理大臣の石破茂と野田佳彦、前原誠司、玉木雄一郎が討議[259]。
  - 参議院本会議で2023年度決算を承認、政府に対する警告決議を可決[260]。
  - 参議院本会議で改正教職員給与特措法（公立の義務教育諸学校等の教育職員の給与等に関する特別措置法）が可決・成立[261]。
  - 参議院本会議で日本学術会議法が可決・成立[262]。自由民主党・公明党・日本維新の会などが賛成、維新を除く大半の野党会派などが反対[263]。
  - 参議院本会議で改正食品等の流通の合理化及び取引の適正化に関する法律、改正卸売市場法が可決・成立[264][265]。
  - 日本民間放送連盟（民放連）はフジテレビの性暴力事案を受け、全加盟社207社のうち6日までに報告があった198社の調査結果を集約し公式サイトで公開。フジテレビと同様の事案はなかったとした一方、「調査において事実認定ができない回答が含まれていた」とする回答が2社あったほか、複数のテレビ局が「会食などで不快な思いをした事案やハラスメントの事案が確認された」と報告[266]。
- 6月13日
  - 2025年東京都議会議員選挙が告示。1997年以降最多の295人が立候補[267]。
  - 参議院本会議で改正国民年金法などが可決・成立[268]。
  - 参議院本会議で改正スポーツ基本法、改正スポーツにおけるドーピングの防止活動の推進に関する法律が可決・成立[269]。
  - 参議院本会議で盗難特定金属製物品の処分の防止等に関する法律が可決・成立[270]。
  - Microsoftが11日に公開したWindows Updateの適用後に富士通製のパソコンの一部が起動しなくなる不具合が発生していると判明[271]。
- 6月14日 - 18時35分頃、大分市の大分港に停泊中の神戸行フェリー、さんふらわあ ごーるどの5階のドライバールーム1室で火災。間もなく乗組員が消火。乗船開始前でけが人はなく、大分海上保安部などが原因を調査[272]。17日まで欠航し、18日に運航を再開[273]。
- 6月16日 - 食中毒による営業停止命令を無視して仕出し弁当を製造するなど営業を続けていたとして、大阪府警はミシュランガイドに掲載されたこともある河内長野市の日本料理店経営者ら3人を食品衛生法違反容疑で逮捕[274][275]。
- 6月17日 - ケーブルテレビ最大手のJCOMがBS松竹東急を買収すると判明。7月以降は新チャンネル「J:COM BS」として放送[276][277]。
- 6月18日
  - ガソリン減税法案の審議に応じなかったとして立憲民主党、日本維新の会、国民民主党などが提出した衆議院財務金融委員長の井林辰憲に対する解任決議案が衆議院本会議で可決。衆議院での常任委員長の解任決議の可決は現行憲法下で初[278]。後任に阿久津幸彦が当選[279]。
  - 参議院本会議で改正ギャンブル等依存症対策基本法が可決・成立[280]。
  - 沖縄県石垣市議会が市長の中山義隆に対する不信任決議案を賛成19、反対3で可決[281]。29日、中山が自動失職[282]。
- 6月19日
  - 天皇皇后が広島県を行幸啓。20日まで[283]。
  - フジテレビは、社長の清水賢治が元タレントの中居正広から性被害を受けた同局の元アナウンサーの女性と対面、謝罪したと発表。同局が被害女性を不当な攻撃や誹謗中傷から守る措置を講じるよう努めることや補償を行うことで合意[284]。
  - 埼玉県警はプロ野球・埼玉西武ライオンズの選手と球団職員の計5人がオンラインカジノで金を賭けていたとして、この日までに賭博の疑いで書類送検したと判明[285]。
  - 中東情勢を受け、防衛大臣の中谷元は日本人等の輸送の準備のため航空自衛隊の輸送機を経由地のジブチ共和国まで移動させることを統合作戦司令官に命令[286]。日本人出国希望者と家族21人がイスラエルから陸路でヨルダン・アンマンに到着。20日、イランからの66人もアゼルバイジャン・バクーに到着[287]。22日、イランから21人がバクーに到着[288]。25日、イスラエルから4人がアンマンに到着[289]。26日、イランから16人がバクーに到着[290]。
- 6月20日
  - 衆議院本会議で、野党7党が提出したガソリン税の暫定税率廃止法案が立憲民主党など野党の賛成多数で可決[291]。21日、参議院財政金融委員会で法案の質疑が行われ、野党の採決要求を自由民主党が審議不十分だとして拒否。委員長の三宅伸吾は採決を行わないまま散会を宣告。継続審査の手続きをしていないため22日の会期末で廃案[292]。
  - 無所属の参議院議員の鈴木宗男が辞職。自由民主党は復党を了承。7月の参院選の比例代表候補として擁立する方針[293]。7月14日、2019年参院選の日本維新の会の比例名簿から桑原久美子の繰り上げ当選が決定[294]。
  - TOKIOの国分太一のコンプライアンス違反が判明したとして所属事務所は無期限で活動を休止すると発表[295]。
  - 尾田栄一郎作の人気漫画「ONE PIECE」の第1話が収録された1997年発行の集英社の漫画雑誌『週刊少年ジャンプ』の模造品を所持、インターネットで販売していたとして愛知県警は台湾籍で栃木県那須塩原市に住む20代から60代の男女3人を著作権法違反の疑いで逮捕[296]。
- 6月21日 - トカラ列島近海を震源とする地震が発生。以後頻発。
- 6月22日
  - 東京都議会議員選挙。知事の小池百合子が特別顧問を務める都民ファーストの会は31議席を獲得し都議会第1党を奪還。自由民主党はは裏金問題などの影響から過去最低だった2017年を下回る21議席（追加公認を含む）で敗北。公明党は9回連続の全員当選ができず19議席。野党では立憲民主党が17議席に増、日本共産党が14議席に減。東京・生活者ネットワークは1議席を維持。国民民主党が9議席、参政党が3議席を得て、それぞれ都議会で初めて議席を獲得。日本維新の会は議席を失った。再生の道は42人が立候補したが全敗。れいわ新選組、社会民主党、日本保守党、その他の政治団体も全敗[297][298]。
  - 横須賀市長選挙。現職の上地克明が3選[299]。
  - 船橋市長選挙。現職の松戸徹が4選[300]。
  - 第217回国会（常会）が閉会[301]。
- 6月23日 - 2021年東京五輪の柔道男子100キロ級金メダリストで柔道を引退したウルフ・アロンが新日本プロレス入団を発表。五輪日本人金メダリストのプロレス転向は史上初。2026年1月4日の東京ドーム大会でデビュー戦[302]。
- 6月24日
  - 政府は第27回参議院議員通常選挙を7月3日公示、同月20日投開票とする日程を閣議決定[303]。
  - 札幌市の北海道大学の構内で、国内で生育事例が確認されたことのない強毒性植物ジャイアント・ホグウィード（和名バイカルハナウド）とみられる植物が発見[304]。
- 6月25日
  - フジ・メディア・ホールディングスが株主総会。新社長の清水賢治ら11人の新取締役を選任[305]。
  - 音楽グループTOKIOが、20日に発覚した元メンバー・国分太一のコンプライアンス違反を受け解散を表明[306]。
  - 富士通製のパソコンで発生しているWindows Update適用後の不具合がマウスコンピューターやGIGABYTEなど他社製にも拡大していると判明。富士通は問題を修正したBIOSのアップデートを公開[307]。
- 6月26日
  - オンラインカジノで金を賭けたとして5月に賭博の疑いで書類送検されたプロ野球・読売巨人軍の選手2人について、東京地方検察庁は不起訴処分[308]。
  - 山形県東根市の山形空港の滑走路付近でクマを発見。滑走路が閉鎖され10便が欠航、4便に遅れ[309]。
  - 岩手県の東北自動車道でクマが道路上に横たわっているのが発見され一部区間がおよそ2時間にわたり通行止め[310]。
  - 日本オリンピック委員会（JOC）は新会長に五輪担当大臣などを歴任した橋本聖子を選出[311]。
- 6月27日 - 東京拘置所で座間9人殺害事件の死刑囚の刑を執行。法務大臣の鈴木馨祐が執行を命令。2022年7月26日に秋葉原通り魔事件の犯人が執行されて以来3年ぶりで石破政権下で初[312]。在日EU代表部などは執行停止を求める声明[313][314]。
- 6月28日
  - 4月に日本維新の会を離党した参議院議員の梅村みずほが参政党に入党。同党は所属国会議員が5人となり公職選挙法に定められた政党要件の条件2つを満たした[315]。
  - 和歌山県白浜町のアドベンチャーワールドで飼育されていた結浜などジャイアントパンダ4頭が中国に返還[316]。
- 6月29日 - 温室効果ガス・水循環観測技術衛星GOSAT-GW（愛称「いぶきGW」）を搭載したH-IIAロケット50号機が種子島宇宙センターから打ち上げ。H-IIAの打ち上げは最後で、H3ロケットに完全移行[317][318]。

### 7月
- 7月1日
  - 日本電信電話が社名を従来の略称のNTTに変更[319]。
  - 政府は6月3日に死去したプロ野球・読売巨人軍終身名誉監督の長嶋茂雄に従三位を贈ると閣議決定[320]。
- 7月2日 - 長野県須坂市議会本会議で、ふるさと納税の返礼品の産地偽装問題をめぐり市長の三木正夫と副市長の問責決議案を賛成多数で可決[321]。
- 7月3日
  - 第27回参議院議員通常選挙が公示。522人が立候補[322]。
  - 午後4時13分頃、鹿児島県トカラ列島近海でマグニチュード5.5の地震が発生。十島村悪石島で震度6弱。4日、フェリーで13人が島外へ避難[323]。
- 7月6日
  - 静岡県浜松市のガールズバーで店長と店員の2人の女性が男に刺され死亡。静岡県警は刺した男を殺人未遂の現行犯で逮捕。容疑を殺人に切り替え捜査[324]。
  - フジテレビは一連のコンプライアンス問題の検証番組『検証 フジテレビ問題 〜反省と再生・改革〜』を放送[325]。
  - 天皇皇后がモンゴル国を訪問。13日まで[326]。
- 7月7日
  - 静岡県伊東市議会は学歴詐称疑惑が浮上した市長の田久保眞紀に対する辞職勧告決議案と百条委員会の設置案を全会一致で可決[327]。田久保は辞職して出直し市長選に立候補する意向を表明[328]。
  - プロ野球・北海道日本ハムファイターズは2030年を目処に二軍本拠地を千葉県鎌ケ谷市から北海道に移転すると発表。移転先について札幌市・北広島市・恵庭市・江別市・千歳市・苫小牧市と協議すると表明[329]。
- 7月10日 - 長崎県佐々町が発注した二つの公共工事の指名競争入札で業者側に価格を漏らしたとして官製談合防止法違反罪などに問われた前町長に長崎地裁は懲役1年6月、執行猶予3年の判決[330]。
- 7月11日 - 静岡県伊東市長の田久保眞紀の学歴詐称問題を調査する市議会の百条委員会が初会合。市職員に証人尋問[331]。
- 7月12日 - 午前3時頃、北海道福島町で新聞配達中の男性がクマに襲われおよそ2時間後に死亡。北海道は同町にヒグマ警報を発令し1か月間注意を呼びかけ[332]。
- 7月14日
  - プロ野球のオーナー会議はファーム（2軍）について、2026年シーズンからイースタン・リーグ8球団とウエスタン・リーグ6球団の2リーグ制を解体し1リーグ3地区制に再編することを承認。東地区が北海道日本ハムファイターズ、東北楽天ゴールデンイーグルス、千葉ロッテマリーンズ、東京ヤクルトスワローズ、オイシックス新潟アルビレックス・ベースボール・クラブ。中地区が読売巨人軍、埼玉西武ライオンズ、横浜DeNAベイスターズ、中日ドラゴンズ、くふうハヤテベンチャーズ。西地区が阪神タイガース、オリックスバファローズ、広島カープ、福岡ソフトバンクホークス[333]。
  - 自民党の鶴保庸介は「運のいいことに能登で地震があった」などと発言した責任を取り参議院予算委員長を辞任[334]。
- 7月15日 - 参議院議員の鈴木宗男の辞職に伴い日本維新の会の桑原久美子が繰り上げ当選。任期は28日までの14日間[335]。
- 7月20日
  - 第27回参議院議員通常選挙[336]。
    - 自由民主党は39議席と改選52から大きく減らし惨敗。公明党も改選14から8議席にほぼ半減。与党は非改選とあわせ122議席となり、衆議院に続き過半数割れ。
    - 野党は、国民民主党が改選4から4倍以上の17議席、改選1だった参政党が14議席を獲得しそれぞれ躍進。立憲民主党は22議席で横ばいに留まるも、野党第1党の座は維持。日本維新の会は改選から1増やし7議席、れいわ新選組も改選から1増やし3議席、日本共産党は改選7から4減の3議席。日本保守党は2議席を獲得、社会民主党は1議席を死守、政治団体のチームみらいが初めて1議席を獲得。無所属は8議席。

  - 奈良市長選挙。現職の仲川げんが5選[337]。
  - 愛知県豊橋市で新アリーナ計画の事業継続の賛否を問う住民投票。106,157票対81,654票で賛成が多数。投票率は65.67％[338]。
  - 内閣総理大臣官邸の前庭で福島県の除染土の再生利用工事が完了。政府は30年以内に県外最終処分を実現するため利用を推進[339]。
- 7月23日 - 日米両政府が関税協議で合意[340]。
- 7月25日 - ジャングリア沖縄が開業[341][342]。
- 7月28日 - 参院選の敗北を受け自民党が両院議員懇談会を開催[343]。総裁の石破茂（内閣総理大臣）は続投の意欲を表明[344]。
- 7月29日 - 国内最高齢者の廣安美代子が死去。賀川滋子（114歳）が国内最高齢者となった[345][346]。
- 7月30日
  - ロシア・カムチャツカ半島付近で発生した地震により各地で津波を観測。岩手県久慈市の久慈港で1.3 mなど[347]。1人が死亡、7人が負傷[348]。
  - 自由民主党、公明党、立憲民主党、日本維新の会、国民民主党、日本共産党の国会対策委員長は、ガソリン税の暫定税率について実務者による検討を経て秋の臨時国会を念頭に法案を成立させ、年内のできるだけ早い時期に廃止すると合意[349]。
- 7月31日 - 学歴詐称問題を指摘された静岡県伊東市長の田久保眞紀が辞職の意向を撤回[350]。

### 8月
- 8月1日
  - 参院選の結果を受け第218臨時国会が召集。5日まで[351]。
  - 立憲民主党、日本維新の会、国民民主党、参政党、日本共産党、日本保守党、社会民主党がガソリン税の暫定税率を11月に廃止する法案を衆議院に共同提出[352]。
- 8月3日
  - 横浜市長選挙。現職の山中竹春が元衆議院議員の田中康夫らを破り再選[353]。
  - 広島電鉄の駅前大橋ルートが開業。広島駅停留場が地上から駅ビル2階に移設[354]。1・2・6号線の広島駅 - 稲荷町間と5号線の広島駅 - 比治山下間のルートが変更され所要時間が短縮[355]。
- 8月4日 - プロ野球・セントラル・リーグ6球団は理事会で2027年シーズンから指名打者（DH）制を導入すると決定[356]。スカウト活動などチーム編成を考慮し2026年は猶予期間とした。
- 8月5日
  - 日本維新の会共同代表の前原誠司は役員会で参院選の結果を受け引責辞任する考えを表明。幹事長の岩谷良平、総務会長の阿部司、国会対策委員長の漆間譲司も辞意[357]。
  - 立憲民主党の衆議院議員の堤かなめ（比例九州ブロック）が福岡県大野城市長選出馬のため議員辞職[358]。
- 8月7日
  - 日本維新の会は代表選挙を行わないと決定。大阪府知事の吉村洋文が続投[359]。前原誠司の後任を決める共同代表選挙に衆院議員で前幹事長の藤田文武、参院議員の松沢成文、衆院議員の斉木武志が立候補[360]。
  - 日本への「相互関税」を15%とするアメリカの大統領令の適用が開始[361]。
- 8月8日
  - 参院選の大敗をめぐり自由民主党が両院議員総会を開催。総裁の石破茂（内閣総理大臣）の辞任や総裁選挙の前倒し実施を求める声が相次ぎ、総裁選挙管理委員会が対応を検討[362]。
  - 日本維新の会は両院議員総会で共同代表の選挙を実施。国会議員57人が投票し藤田文武が49票を集め当選[363]。
  - 神戸地方検察庁は公職選挙法違反の容疑で書類送検された兵庫県知事の斎藤元彦を7月に任意で事情聴取していたと判明[364]。
  - 兵庫県知事の斎藤元彦の疑惑を調査する県議会百条委員会の委員を務め1月に自殺した元県議の男性の遺族が、元県議に関する虚偽の情報を動画投稿サイトなどで発信したとしてNHK党党首の立花孝志を名誉毀損の容疑で6月に兵庫県警に刑事告訴したと公表[365]。県警は告訴を受理。
- 8月12日 - 日本維新の会は新執行部人事を発表。幹事長に中司宏、政調会長に斎藤アレックス、総務会長に高木佳保里。国会対策委員長は遠藤敬が再登板。選挙対策責任者に井上英孝、顧問に前代表の馬場伸幸と前共同代表の前原誠司が就く見通し[366]。
- 8月13日 - 学歴詐称疑惑が浮上した静岡県伊東市長の田久保眞紀が市議会の百条委員会に証人として初出席[367]。
- 8月15日 - 自民党の派閥の清和政策研究会（旧安倍派）から受け取った寄付金約1950万円を政治資金収支報告書に記載しなかったとして、東京地検特捜部は衆院議員の萩生田光一の政策秘書を政治資金規正法違反で略式起訴。東京簡裁は罰金30万円と公民権停止3年間の略式命令[368]。
- 8月17日 - 中山義隆の失職に伴う石垣市長選挙。中山が5選[369]。
- 8月18日 - 大阪市中央区宗右衛門町の繁華街・道頓堀のビル2棟が焼け、消火活動中の大阪市消防局隊員2人が天井の崩落で逃げ場を失い酸素欠乏による窒息で死亡[370]。2棟のビルは2023年に行われた消防の検査で、火災報知器が一部で取り付けられていない、避難訓練が行われていないなど6項目の法令違反が指摘されていた。
- 8月19日 - 23時過ぎ、九州・四国の各地で火球が目撃[371]。
- 8月20日 - 第9回アフリカ開発会議（TICAD 9）を横浜市で開催。22日まで[372]。

## 予定・予測

### 9月
- 9月1日 - タクシー・ハイヤーの運転手不足の解消のため普通第二種免許の教習を従来の40時限から29時限に短縮。最短で3日間になる[373]。
- 9月6日 - 悠仁親王が成年式[374]。
- 9月7日
  - 三重県知事選挙[375]。
  - 茨城県知事選挙[376]。
- 9月8日 - 日本を含む各地で皆既月食が観測[377]。
- 9月13日 - 東京の国立競技場で第20回世界陸上選手権大会が開催。21日まで。

### 10月
- 10月1日 - 第22回国勢調査を実施。
- 10月14日 - Microsoft Windows 10（2015 LTSB）の延長サポートが終了[378]。
- 10月26日
  - 宮城県知事選挙[379]。
  - 神戸市長選挙[380]。
- 10月28日 - 奈良地方裁判所で、安倍晋三銃撃事件で殺人罪、銃砲刀剣類所持等取締法違反などの罪で起訴された被告人の男の裁判員裁判の初公判[381]。

### 11月
- 11月9日 - 広島県知事選挙[382]。
- 11月15日 - 2025年東京デフリンピックが開催。26日まで。

### 12月
- 12月1日 - 従来の健康保険証が全て有効期限切れ。
- 12月31日 - 住民基本台帳カードが全て有効期限切れ。
- 月内 - ドラッグストアのウエルシアホールディングスとツルハホールディングスが経営統合。国内最大のドラッグストアチェーンが誕生[383]。

### 日付が未定なもの
- 地方選挙
  - 川崎市長選挙[384]。
- 国内で最後にニホンアシカが発見されてから50年[385]。学術的に絶滅が確定[386]。

### 年間
- 昭和100年問題。昭和元年から起算して100年にあたることにより、一部のコンピュータシステムで生ずるといわれるトラブル。
- 2025年問題。団塊の世代が後期高齢者（75歳以上）に達し、厚生労働省は社会保障給付費の総額が144兆円に達すると試算。
- 2025年の崖。2018年に経済産業省が発表したDXレポートによると、複雑化・老朽化・ブラックボックス化した既存システムが残存した場合、IT人材の引退やサポート終了等によるリスクの高まり等に伴う経済損失は、この年以降、年間最大12兆円にのぼる可能性[387]。

## 周年
以下に、過去の主な出来事からの区切りの良い年数（周年）を記す。
第二次世界大戦・太平洋戦争（大東亜戦争）終結から80年
- 3月10日 - 東京大空襲[388]。
- 3月27日-6月20日 - 沖縄戦[389]。
- 7月4日 - 徳島大空襲[390]。
- 7月26日 - ポツダム宣言が発表。
- 7月30日 - 那賀川鉄橋空襲。
- 8月6日 - 広島市への原子爆弾投下[391]。
- 8月8日 - ソ連が日ソ中立条約を破棄し対日参戦。満洲国に侵攻。
- 8月9日 - 長崎市への原子爆弾投下。
- 8月11日-8月25日 - 樺太の戦い (1945年) 。
- 8月14日 - 大日本帝国、ポツダム宣言の受諾を連合国に通告。
- 8月15日 - 大日本帝国の無条件降伏決定が玉音放送によって国内に公表される。
- 9月2日 - 日本の降伏文書調印により太平洋戦争終結。全軍へ戦闘停止と武装放棄を発令。

オウム真理教事件から30年
- 3月20日 - 地下鉄サリン事件。
- 3月30日 - 警察庁長官狙撃事件。
- 4月23日 - 村井秀夫刺殺事件。
- 5月16日 - 麻原彰晃を逮捕。

新型コロナウイルス感染症のパンデミックから5年
- 1月16日 - 新型コロナウイルスの感染者の初確認。
- 2月13日 - 新型コロナウイルス感染症による死者の初確認。
- 4月7日 - 新型コロナウイルス感染爆発による緊急事態宣言の発令。

一般・その他
- 1月13日 - 三河地震から80年[392][393]。
- 1月17日 - 兵庫県南部地震（阪神・淡路大震災）から30年。
- 1月19日 - 日米安全保障条約締結65周年。
- 2月17日 - 中部国際空港開港20周年。
- 3月15日 - 日本万国博覧会（1970年大阪万博）開幕55周年。
- 3月17日 - 国際科学技術博覧会（つくば科学万博）開幕40周年。
- 3月20日 - 福岡県西方沖地震から20年。
- 3月22日 - NHKラジオ放送（NHKラジオ第1放送）開始100周年。
- 4月1日　- TBSテレビ放送開始70周年（開始当時はラジオ東京〈現在のTBSホールディングス〉のテレビ放送部門）。
- 4月25日 - JR福知山線脱線事故から20年。
- 5月5日 - 日本の普通選挙法施行100周年（1945年までは25歳以上の男性にのみ選挙権があった）。
- 5月23日 - 北但馬地震から100年[394][395]。
- 5月30日 - 小笠原諸島西方沖地震から10年。
- 6月18日 - 豊田商事会長刺殺事件から40年。
- 7月20日 - 沖縄国際海洋博覧会開催50周年。
- 8月4日 - クアラルンプール事件から50年。
- 8月12日 - 日本航空123便墜落事故から40年（2025年時点で航空機単独の事故では犠牲者数が世界最悪）。
- 8月18日 - 全国高等学校野球選手権大会110周年（旧制中学時代を含む）[注 3]。
- 9月5日 - 日露戦争後の日露講和条約（ポーツマス条約）調印120周年。
- 9月22日 - プラザ合意から40年。
- 11月15日
  - 自由民主党結党70周年。
  - 第1回先進国首脳会議から50年。
- 12月12日 - パリ協定採択から10年。
- 12月18日 - 日韓国交正常化60周年。
- 12月25日 - 羽越本線脱線事故から20年。
- 12月28日 - 慰安婦問題日韓合意の成立から10年。

日付不明
- 日本での女性参政権獲得80周年。
- 日・パプアニューギニア国交樹立50周年[396]。

昭和100年
2025年は昭和100年にあたる。政府は昭和改元から100年の節目を迎える2026年に向け、内閣官房に専門部署を設置し、昭和の日や改元の日（12月25日）を軸に記念事業の準備を進める方針。

## 政治

### 要職者
- 天皇 (第126代)：徳仁

三権
内閣（行政）
- 内閣総理大臣：石破茂 （第103代）
  - 内閣官房長官：林芳正
  - 各大臣については第2次石破内閣を参照

国会（立法）
- 衆議院議長：額賀福志郎
- 参議院議長：関口昌一

裁判所（司法）
- 最高裁判所長官：今崎幸彦（第21代）

### 国会
- 第217回国会（常会：1月24日 - 6月22日）
- 第218回国会（臨時会：8月1日 - 8月5日）

### 選挙
2025年時点で、日本の選挙権年齢は18歳以上。
Category:2025年日本の選挙も参照

#### 国政選挙
- 2025年日本の補欠選挙
- 7月20日 - 第27回参議院議員通常選挙[398]
  - 43都道府県、鳥取県・島根県選挙区、徳島県・高知県選挙区の45選挙区と比例代表で125議席を争う[399]。
  - 東京都選挙区は補欠選挙分の1を含め改選数は7[400]。

国勢選挙関連のできごと
- 1月17日 - 参院議員の足立敏之が前年12月27日に死去したことを受け、第26回参議院議員通常選挙の比例区の選挙会は自民党の小川克巳の繰上げ当選を決定[401]。20日の官報告示と当選証書付与により当選の効力が生じ、任期が開始。
- 2月12日 - タレントのデヴィ夫人ことデヴィ・スカルノは政治団体、12平和党を設立したと表明。インドネシア国籍のデヴィは夏の参院選で比例区での立候補を目指し日本国籍の再取得を申請[注 5][402]。

#### 地方選挙
- 1月26日
  - 2025年岐阜県知事選挙[403]
  - 2025年山形県知事選挙[404]
  - 2025年北九州市議会議員選挙[405]
- 3月16日
  - 2025年千葉県知事選挙[406]
  - 2025年千葉市長選挙[407]
- 3月23日
  - 2025年福岡県知事選挙[408]
- 4月6日
  - 2025年秋田県知事選挙[409]
- 6月1日
  - 2025年和歌山県知事選挙[410]
- 6月22日
  - 2025年東京都議会議員選挙[411]
- 8月3日
  - 2025年仙台市長選挙[412]。

地方選挙関連のできごと
- 1月20日 - 福島県郡山市長の品川萬里が郡山市議会臨時会本会議で「4月の選挙に立候補せず、次の世代の活躍に期待したい」と語り、今期限りで勇退すると表明[413]。
- 6月2日
  - 宮崎県延岡市長の読谷山洋司が病気を理由に辞表を提出。月末に辞職すると表明[414]。
  - 大阪府田尻町の文化施設の建設計画が停滞している問題で町長の栗山美政が辞職届を提出。次期選挙に立候補しないと表明[415]。

地方選挙の結果
- 1月19日
  - 十和田市長選挙。新人の桜田百合子が初当選[416]。
  - 宮古島市長選挙。新人の嘉数登が初当選[417]。
- 1月26日
  - 岐阜県知事選挙。無所属新人で自民、公明、立憲、国民が推薦した江崎禎英が当選[418]。
  - 山形県知事選挙。無所属で現職の吉村美栄子が5回目の当選[419]。
  - 沖縄市長選挙・沖縄市議会議員補欠選挙[420]。市長選挙では自民、公明が推薦した前県議の花城大輔が、オール沖縄（立憲、共産、社民、沖縄社会大衆）が推薦した前県議の仲村未央を破り初当選[421]。
  - 北九州市議会議員選挙[422]。自民と公明は改選前の勢力を維持。共産、立憲、維新は改選前から1議席減。国民は2人が選挙区のトップで当選し1議席増。無所属が12人当選[423]。
  - 川越市長選挙。新人の森田初恵が初当選[424]。
  - 砥部町長選挙。新人の古谷崇洋が初当選[425]。
- 2月2日
  - 解散に伴う岸和田市議会議員選挙。反永野耕平市長派が過半数を獲得[426]。
  - 千代田区長選挙。現職の樋口高顕が新人4人に勝利し再選。投票率は過去最低の39.11％[427]。
- 2月9日
  - 宇城市長選挙。新人の末松直洋が初当選[428]。
  - 福津市長選挙。福井崇郎が当選[429]。
  - 芦別市長選挙が告示。新人の北村真が無投票で初当選[430]。
  - 横浜市議会議員（南区選挙区）補欠選挙。国民民主党の新人が立憲民主党の新人、日本維新の会の新人、日本共産党の元職を退け当選[431]。
- 2月16日
  - 朝霞市長選挙。新人の松下昌代が初当選[432]。
  - 阿蘇市長選挙。松嶋和子が当選[433]。
  - 大分市議会議員選挙。国民民主党は新人がトップ当選し1議席を、前年7月に設立された「地域政党おおいた。」は2議席を獲得。自民党は1人が落選し、引退を含めて3議席減。社民党は元首相で旧社会党元委員長の村山富市のお膝元で1議席を死守[434][435]。
- 3月16日
  - 千葉県知事選挙。現職の熊谷俊人が再選[436]。
  - 千葉市長選挙。現職の神谷俊一が再選[437]。
  - 下関市長選挙。現職の前田晋太郎が3選[438]。
  - 鴨川市長選挙。新人の佐々木久之が初当選[439]。
- 3月23日
  - 福岡県知事選挙。現職の服部誠太郎が再選[440]。
  - 豊前市長選挙。新人の西元健が初当選[441]。
  - 小城市長選挙。新人の南里隆が初当選[442]。
  - 赤磐市長選挙。新人の前田正之が初当選[443]。
- 4月6日
  - 秋田県知事選挙。元県議会議員の鈴木健太が保守分裂の選挙戦を制し初当選[444]。
  - 秋田市長選挙。新人で元県議会議員の沼谷純が現職の穂積志を破り初当選[445]。
  - 2月17日に永野耕平が失職したことに伴う岸和田市長選挙。新人で郵便局長の佐野英利が前職の永野らを破り初当選[446]。
- 4月13日
  - 日野市長選挙。新人の古賀壮志が初当選[447]。
  - 宝塚市長選挙。新人の森臨太郎が初当選[448]。
  - 伊丹市長選挙。新人の中田慎也が初当選[449]。
- 4月20日
  - 郡山市長選挙。前県議会議員の椎根健雄が新人4人の争いを制し当選[450]。
  - 松江市長選挙。現職の上定昭仁が2候補を引き離し再選[451]。
  - 富山市長選挙。現職の藤井裕久が再選[452]。
  - 備前市長選挙。新人の長崎信行が初当選[453]。
  - 筑西市長選挙。新人の設楽詠美子が初当選[454]。
  - 糸魚川市長選挙。新人の久保田郁夫が初当選[455]。
  - 秩父市長選挙。新人の清野和彦が初当選[456]。
- 4月27日
  - 鹿角市長選挙。新人の笹本真司が初当選[457]。
  - 彦根市長選挙。新人の田島一成が現職の和田裕行を破り初当選[458]。
  - 日光市長選挙。新人の瀬高哲雄が初当選[459]。
  - 真岡市長選挙。新人の中村和彦が初当選[460]。
  - 登米市長選挙。新人の熊谷康信が初当選[461]。
  - 豊岡市長選挙。新人の門間雄司が初当選[462]。
  - 淡路市長選挙。新人の戸田敦大が初当選[463]。
- 5月18日 - 忠岡町長選挙。新人の是枝綾子が初当選[464]。
- 5月25日 - さいたま市長選挙。現職の清水勇人が5選[465]。
- 6月15日 - 三浦市長選挙。無所属新人の出口嘉一が現職で自由民主党推薦の吉田英男らを破り初当選[466]。

### 外交
2025年は日本国際博覧会（関西・大阪万博）の開催に伴い、参加国のナショナルデーでの元首等の訪問が多い。
- 1月9日 - 内閣総理大臣の石破茂がマレーシアとインドネシア訪問に出発。10日、日・マレーシア首脳会談[467][468]。11日、日・インドネシア首脳会談[469]。12日に帰国[470][471]。
- 1月10日 - （現地時間9日）第39代アメリカ合衆国大統領のジミー・カーターの国葬に総理特使で元内閣総理大臣の菅義偉が参列[472]。
- 1月13日 - 日米比首脳がテレビ会議[473][474]。
- 1月15日 - 政府は2025年のカリフォルニア山火事に対する支援として、米国赤十字社を通じて200万米ドルの支援を行うことを決定[475]。
- 1月17日 - （現地時間）外務大臣の岩屋毅が米国を訪問[476]。20日（現地時間）、2025年ドナルド・トランプ大統領就任式に出席[477]。
- 1月21日 - ラオス人民民主共和国首相のソーンサイ・シーパンドーン夫妻が来日。日・ラオス首脳会談[478][479]。23日に離日[480]。
- 1月30日 - 国際連合総会議長のフィレモン・ヤン（英語版）が来日。2月4日まで[481]。
- 2月3日 - ザンビア共和国大統領のハカインデ・ヒチレマが来日。6日、日・ザンビア首脳会談[482][483]。7日に離日[484]。
- 2月6日 - 内閣総理大臣の石破茂が米国を訪問。8日（現地時間7日）、日米首脳会談[485][486]、帰国[487][488]。
- 2月10日 - パラオ共和国大統領のスランゲル・ウィップス・ジュニアが来日。12日、日・パラオ首脳会談。13日に離日[489][490]。
- 2月16日 - アフガニスタンのタリバン政権の高官数人が日本財団の招聘を受け来日[491]。来日者の詳細やスケジュールはセキュリティ上の理由で非公開[492]。
- 3月3日 - イタリア共和国大統領のセルジョ・マッタレッラが来日[493]。5日、内閣総理大臣の石破茂と会談[494]。
- 3月10日 - マーシャル諸島共和国大統領のヒルダ・ハイネが来日[495]。13日、日・マーシャル諸島首脳会談[496]。
- 3月16日 - ミクロネシア連邦大統領のウェズリー・シミナが来日[497]。18日、日・ミクロネシア連邦首脳ワーキング・ディナー[498]。
- 3月18日 - 24日に国賓として来日するブラジル連邦共和国大統領のルイス・イナシオ・ルーラ・ダ・シルヴァに大勲位菊花大綬章を授与すると閣議決定[499]。
- 3月24日 - ブラジル連邦共和国大統領のルイス・イナシオ・ルーラ・ダ・シルヴァ夫妻が国賓として来日[500]。26日、日・ブラジル首脳会談[501][502]。27日に離日。
- 4月2日 - 政府はミャンマー地震を受け、国際機関を通じて600万ドル規模の緊急無償資金協力を行う用意があると表明[503]。
- 4月6日 日米首脳電話会談。アメリカの関税措置について双方が担当閣僚を指名して協議を続けると合意[504]。8日、日本側の担当閣僚に経済再生担当大臣の赤沢亮正を指名[505]。
- 4月11日 - トルクメニスタン大統領のセルダル・ベルディムハメドフが来日[506]。14日、大阪・関西万博会場を訪問[507]。15日、日・トルクメニスタン首脳会談[508]。
- 4月16日
  - 日・マレーシア首脳電話会談[509]。
  - 日仏首脳電話会談[510]。
- 4月17日 - ワシントンD.C.で米国の関税措置に関する日米協議が開始[511]。
- 4月18日 - 駐日アメリカ合衆国大使のジョージ・エドワード・グラスが着任[512]。
- 4月21日 - オランダ王国首相のディック・スホーフが来日[513]。日・オランダ首脳会談[514]。
- 4月22日 - ルクセンブルク大公国首相のリュック・フリーデンが来日[515]。24日、日・ルクセンブルク首脳会談[516]。
- 4月23日 - デンマーク王国国王のフレデリック10世が来日[517]。25日、広島平和記念公園を訪問、広島平和記念資料館を視察[518]。
- 4月24日 - 日印首脳電話会談[519]。
- 4月26日
  - パラオ共和国大統領のスランゲル・ウィップス・ジュニアが来日[520]。
  - （現地時間）外務大臣の岩屋毅がバチカン市国でローマ教皇フランシスコの葬儀に政府を代表して参列[521]。
- 4月27日 - 内閣総理大臣の石破茂がベトナムとフィリピン訪問に出発[522]。28日、日・ベトナム首脳会談[523]。29日、日・フィリピン首脳会談[524]。
- 5月2日 - 日・カナダ首脳電話会談[525]。
- 5月10日 - ギニアビサウ大統領のウマロ・シソコ・エンバロが来日[526]。12日、日・ギニアビサウ首脳会談[527]。
- 5月11日 - チリ大統領のガブリエル・ボリッチが来日[528]。日・チリ首脳会談[529]。
- 5月13日 - スウェーデン王国国王のカール16世グスタフが来日[530]。
- 5月17日 - ブルガリア共和国大統領のルメン・ラデフが来日[531]。20日、日・ブルガリア首脳会談[532]。
- 5月18日　-  ラトビア共和国大統領のエドガルス・リンケービッチが来日[533]。翌19日、日・ラトビア首脳会談[534]。
- 5月19日 - パラグアイ共和国大統領のサンティアゴ・ペニャが来日[535]。21日、日・パラグアイ首脳会談[536]。
- 5月20日　
  - 日本-ドイツ首脳電話会談[537]。
  - ハンガリー大統領のシュヨク・タマーシュが来日[538]。22日、内閣総理大臣の石破茂と会談[539]。
- 5月23日
  - 日米首脳電話会談[540]。
  - タンザニア連合共和国首相のカシム・マジャリワが来日[541]。29日、 日・タンザニア首脳会談[542]。
  - 内閣総理大臣の石破茂と国際連合事務総長のアントニオ・グテーレスが電話会談[543]。
- 5月25日　- モンテネグロ首相のミロイコ・スパイッチが来日[544]。28日、日・モンテネグロ首脳会談[545]。
- 5月26日
  - アイスランド大統領のハッラ・トーマスドッティルが来日[546]。翌27日、内閣総理大臣の石破茂と会談[547]。
  - 日伊首脳電話会談[548]。
  - 国際連合パレスチナ難民救済事業機関（UNRWA）の事務局長のフィリップ・ラザリーニ（英語版）が来日[549]。
- 5月27日
  - ルクセンブルク大公国大公のアンリが来日[550]。翌28日、内閣総理大臣の石破茂と会談[551]。
- 5月28日
  - バングラデシュ人民共和国首席顧問のムハマド・ユヌスが来日[552]。30日、内閣総理大臣の石破茂と会談[553]。
  - カンボジア王国首相のフン・マネット夫妻が来日[554]。30日、日・カンボジア首脳会談[555]。
- 5月29日
  - 日本産水産物の対中輸出再開に向け当局間で4回目の技術協議。再開のために必要な技術的要件で合意[556]。2023年8月のALPS処理水放出後に停止されていた37道府県の水産物の輸出が再開へ[557]。
  - 日米首脳電話会談[558]。
  - 元内閣総理大臣の安倍晋三の夫人の安倍昭恵がロシア連邦大統領のウラジミール・プーチンとモスクワで会談[559]。
- 6月1日 - エスワティニ王国首相のラッセル・ドラミニ（英語版）が来日[560]。5日、日・エスワティニ首脳会談[561]。
- 6月8日
  - リトアニア共和国大統領のギタナス・ナウセダが来日[562]。翌9日、日・リトアニア首脳会談[563]。
  - フィンランド共和国大統領のアレクサンデル・ストゥブが来日[564]。11日、日・フィンランド首脳ワーキング・ディナー[565]。
  - グアテマラ共和国大統領のベルナルド・アレバロ夫妻が来日[566]。10日、日・グアテマラ首脳会談[567]。
- 6月9日 - 日韓首脳電話会談。内閣総理大臣の石破茂が大韓民国大統領に就任した李在明に祝意を伝達[568]。
- 6月10日
  - 日・ニュージーランド首脳電話会談[569]。
  - コソボ共和国大統領のヴィヨサ・オスマニが来日[570]。13日、日・コソボ首脳会談[571]。
- 6月15日 - 内閣総理大臣の石破茂が第51回先進国首脳会議（カナナスキス・サミット）に出席。18日まで[572]。翌16日に米加独、17日に豪韓宇と首脳会談[573]。
- 6月16日 - 日・イラン外相電話会談。イランとイスラエルの攻撃の応酬について議論。様々なレベルで引き続き緊密に対話を行っていくことで一致[574]。
- 6月18日 - ドイツ連邦共和国大統領のフランク＝ヴァルター・シュタインマイヤーが来日[575]。19日、内閣総理大臣の石破茂と会談[576]。
- 6月25日 - コンゴ民主共和国首相のジュディス・スミンワが訪日[577]。7月1日、日・コンゴ民主共和国首脳会談[578]。
- 7月1日 - アイルランド首相のミホル・マーティンが来日[579]。翌2日、日・アイルランド首脳会談[580]。
- 7月9日 - アルジェリア民主人民共和国首相のナディル・ラルバウイ（英語版）が来日[581]。
- 7月14日 - ジンバブエ共和国大統領のエマーソン・ムナンガグワが来日[582]。
- 7月20日 - パプアニューギニア独立国首相のジェームズ・マラペが来日[583]。22日、日・パプアニューギニア首脳会談[584]。
- 7月22日 - チェコ共和国大統領のペトル・パヴェルが来日[585]。25日、内閣総理大臣の石破茂と会談[586]。
- 7月28日 - ミクロネシア連邦大統領のウェズリー・シミナが来日[587]。
- 8月2日 - ベリーズ首相のジョニー・ブリセーニョが来日[588]。4日、日・ベリーズ首脳会談[589]。
- 8月6日 - ペルー共和国大統領のディナ・ボルアルテが来日[590]。8日、日・ペルー首脳会談[591]。

#### 海外のできごと
日本の対外政策や外交に関連する海外の事象
- 2022年ロシアのウクライナ侵攻
- 2023年パレスチナ・イスラエル戦争
- ミャンマー内戦
- イラン・イスラエル戦争、イランの核施設へのアメリカの攻撃
- 韓国の日本に対する鳥島沖での海底地形調査の中止要求（排他的経済水域基点問題）[592]
- 第2次トランプ政権の関税
- 日本製鉄によるUSスチールの買収（英語版）
- アメリカで第2次トランプ政権の発足
- イエメン沖で拿捕された日本郵船運航のギャラクシー・リーダー（英語版）の乗組員の解放[593]
- ミャンマー地震 (2025年)、日本人1人が死亡[594]
- 尹錫悦韓国大統領弾劾訴追
- 2025年大韓民国大統領選挙、李在明の選出[595]
- ローマ教皇フランシスコの崩御[596]、2025年ローマ教皇選挙（コンクラーヴェ）、レオ14世の選出[597]、弔問外交[598]
- 和歌山県のアドベンチャーワールドで飼育され16頭の父となったジャイアントパンダの永明の死去[599]
- 2025年カムチャツカ半島地震、津波

外交関連の海外の周年
- 対日戦勝80年
- ベトナム独立宣言から80年
- ベトナム戦争終結から50年[600]
- 韓国で対馬島の日制定から20年

## 経済

### 産業全般
- 3月3日 - 読売新聞社は24日に公表を開始する読売株価指数（読売333）を構成する333銘柄を発表[601]。

企業再編、リストラなど
- 1月1日
  - 青森県を地盤とするプロクレアホールディングス傘下の地方銀行の青森銀行とみちのく銀行が合併し青森みちのく銀行が発足[602][603]。
  - 愛知県を地盤とするあいちフィナンシャルグループ傘下の地方銀行の愛知銀行と中京銀行が合併しあいち銀行が発足[604][605]。
- 2月4日 - パナソニックホールディングスは家電事業などを束ねるパナソニックを2025年度中に解散し、複数の事業会社に分割する再編案を発表。家電、空調、照明などそれぞれの分野で事業会社をつくる。テレビ事業は成長が見通せないとして撤退や売却を検討[606]。
- 2月13日 - ホンダと日産自動車はそれぞれの取締役会で経営統合の方針を白紙撤回し協議を打ち切ると決定[607]。
- 3月21日 - エディオンが子会社のサンキューを吸収合併。サンキューが展開していた「100満ボルト」の店名はエディオンに変更[608]。
- 4月1日
  - 京成電鉄が子会社の新京成電鉄を吸収合併。旧・新京成電鉄の路線は京成松戸線になり、旧・新京成電鉄の子会社は京成電鉄の子会社になった[609]。
  - 南海電気鉄道が子会社の泉北高速鉄道を吸収合併。旧・泉北高速鉄道の路線は南海泉北線になった[610]。
- 5月9日 - パナソニックホールディングスは2026年度にかけ国内外で全体の4％ほどにあたる1万人規模の人員削減を行うと発表。赤字事業からの撤退や拠点の統廃合を検討[611]。
- 6月10日 - 日野自動車と三菱ふそうトラック・バスが経営統合で最終合意したと発表。両社を100%子会社とする持株会社に、それぞれの親会社のトヨタ自動車とダイムラー・トラックが出資。持株会社は2026年4月1日の上場をめざす[612]。

社名変更
- 2月14日 - 第一生命を傘下に有する第一生命ホールディングスは、6月の株主総会での承認を経て2026年4月1日に社名を第一ライフグループに変更すると発表[613]。
- 3月24日 - 水産大手のマルハニチロは2026年3月に社名をUmios（ウミオス）に変更すると発表[614]。

### 商業
- 2月18日 - ドン・キホーテ高知店が開業。これで全都道府県に進出[615]。
- 3月20日 - イオンスタイル山王が開店[616]。
- 4月18日 - ららぽーと安城が開業[617]。
- 4月19日 - 小江戸甲府花小路がオープン[618]。
- 5月31日 - ららテラス川口が開業[619]。

### 金融、決済
- 3月31日
  - スーパーICカードSuicaの三菱UFJ-VISAがサービスを終了[620]。
  - 広島地区で導入されていた交通系ICカードのPASPYがサービスを終了[621]。
  - ICクレジットカード利用の際、暗証番号入力をスキップしサインで本人認証を行う「PINバイパス」が廃止。番号入力の原則必須化が開始[622]。
- 4月30日 - LINEヤフーが運営するスマートフォン決済サービスLINE Payが国内でのサービスを終了。PayPayに一本化[623]。

## 教育
- 1月18日-1月19日 - 令和7年度大学入学共通テスト（本試験）。教科「情報」の科目「情報Ⅰ」が導入。
- 3月11日 - 徳島文理大学高松駅キャンパスの開学式。4月にさぬき市の香川キャンパスから移転[624]。
- 4月1日
  - ZEN大学が開学[625][626]。
  - 福井県立大学に恐竜学部が新設。恐竜に特化して研究する学部は極めて異例。
- 4月10日 - 学校のサッカー部の活動中に落雷で6人が病院へ搬送、うち1人が心肺停止、2人が意識不明の重体。11日、文部科学省が全国の教育委員会などに注意喚起の文書を発出[627]。
- 4月19日 - 昭和大学が昭和医科大学に名称を変更[628]。

## 交通

### 道路交通
- 日本の道路交通総量（乗用車・トラック含む）は前年の約6,576億台キロ（予測値）から2025年に約1.4％減少し再び下落に転じる見込み[629]。

自動車関連のできごと
- 2月3日 - 国内初の中型バスでのレベル4自動運転による運行が開始[630]。
- 5月7日 - 十勝・日光・江戸川・南信州・安曇野のご当地ナンバーの交付を開始。図柄入りのナンバープレートも選択できる[631]。

道路関連のできごと
- 3月8日 - 国道23号名豊道路の豊川為当IC - 蒲郡IC間が開通し、全線開通[632][633]。
- 3月30日 - 福岡県の国道201号八木山バイパスの篠栗IC - 筑穂IC間が4車線化され有料化。1985年に2車線で有料道路として開通したのち2014年に無料化されたが通行量と事故が増加していた。無料開放された道路を再び有料にするのは全国初[634]。
- 4月1日 - 徳島県阿南市の私道有料道路「津峯スカイライン」が無料化[635]。
- 6月16日 - 2024年1月に発生した能登半島地震以降、通行止めになっていた中能登農道橋（ツインブリッジのと）が応急復旧工事を終え暫定供用開始[636]。

道の駅
- 3月27日 - 埼玉県桶川市川田谷に道の駅べに花の郷おけがわが開駅[637]。
- 4月6日 - 佐賀県三養基郡上峰町に道の駅かみみねが開駅[638]。
- 4月15日 - 北海道古平郡古平町に道の駅ふるびらたらこミュージアムが開駅[639]。
- 4月17日 - 岩手県一関市大東町渋民に道の駅だいとうが開駅[640]。
- 4月18日 - 山梨県南巨摩郡身延町西嶋に道の駅にしじま和紙の里 かみすきパークが開駅[641]。
- 4月22日 - 兵庫県三木市吉川町吉安に道の駅よかわが開駅[642]。
- 4月26日 - 岩手県盛岡市渋民に道の駅もりおか渋民が開駅[643]。

### 鉄道交通
- 1月19日 - Osaka Metro中央線のコスモスクエア駅 - 夢洲駅間が開業。大阪・関西万博会場へのアクセス路線[644]。
- 1月29日 - JR東海の新幹線用点検車両、923形（通称：ドクターイエロー）が老朽化のため引退。JR西日本の同車両も2027年を目処に引退予定で、その後は営業用車両のN700Sで検査を実施[645][646]。
- 2月22日 - 熊本市交通局（熊本市電）の5014号車が最終運転[647]。
- 3月14日
  - 北海道旅客鉄道（JR北海道）の東滝川駅（根室本線［根室線］・滝川市）、東根室駅（根室本線［花咲線］・根室市）、雄信内駅、南幌延駅（宗谷本線［宗谷線］・幌延町）、抜海駅（同線・稚内市）がこの日限りで廃止[648][649]。東根室駅は日本最東端の駅だったが、翌15日からは根室駅が日本最東端の駅になった[650]。
  - 四国旅客鉄道（JR四国）牟岐線の特急むろとがラストラン[651]。
- 3月15日 - 東日本旅客鉄道（JR東日本）の上所駅（新潟市・越後線）[652]、九州旅客鉄道（JR九州）の仙巌園駅（鹿児島市・日豊本線）が開業[653]。

鉄道関連の周年
- 1月9日 - 北九州モノレール開業40周年。
- 3月6日 - 愛知高速交通東部丘陵線（リニモ）開通20周年。
- 3月10日 - 山陽新幹線全線開業（岡山 - 博多間の開業）50周年。
- 4月25日 - JR福知山線脱線事故から20年。
- 12月25日 - 羽越本線脱線事故から20年。

### 航空
- 8月12日 - 日本航空123便墜落事故から40年（2025年時点で航空機単独の事故では犠牲者数が世界最悪）。

### 水上交通
- 国土交通省によると2025年の日本における国際クルーズ客船の利用は250万人超の見込み[654]。
- 2月28日 - JR九州高速船が博多港 - 韓国・釜山港間の高速船事業を廃止[655]。2022年に導入した新船のクイーンビートルに不具合が相次ぎ、浸水を報告せず運航を続けていたことが発覚、前年8月13日から運航を休止していた[656]。
- 6月30日 - 愛媛県松山市の松山観光港と福岡県北九州市の小倉港を結ぶ松山・小倉フェリーが小倉発の便を最後に運航終了。翌7月1日早朝に松山着[657]。

## 気象、地象、天象

### 気象
- 7月30日 - 兵庫県丹波市柏原で午後2時39分に最高気温41.2度を観測[658]。国内観測史上最高を更新。
- 8月5日 - 群馬県伊勢崎市伊勢崎で午後2時26分に最高気温41.8度を観測。埼玉県比企郡鳩山町鳩山では41.4度、群馬県桐生市桐生では41.2度を観測[659]。伊勢崎では国内観測史上最高を更新。

### 自然災害
- 台風
- 大雨・洪水
  - 7月10日から - 東北から九州で大雨。2人が負傷[660]。
  - 7月14日から - 関東から九州で大雨。2人が負傷[661]。
  - 8月6日から - 北日本から西日本にかけて大雨。8日、鹿児島県霧島市に大雨特別警報を発表[662]。11日、熊本県玉名市、長洲町、八代市、宇城市、氷川町、上天草市、天草市に大雨特別警報を発表。5人が死亡、22人が負傷[663]。
- 噴火
  - 6月22日 - 午後4時37分、新燃岳で噴火を観測[664]。
- 地震・津波
  - 1月13日 - 午後9時19分頃、日向灘を震源とするM6.6（暫定値；速報値のM6.9から更新[665]）の地震が発生。宮崎県高鍋町・新富町・宮崎市で最大震度5弱を観測[666][667]。同県南部平野部・同県南部山沿い・熊本県球磨で長周期地震動の階級2を観測。宮崎県、高知県に津波注意報を発令[668][669]。宮崎港と日南市油津で0.2メートルなどを観測[670][671]。
  - 7月3日 - 午後4時16分頃、トカラ列島近海の深さ約20kmを震源とするM5.5（暫定値[672]）の地震が発生。鹿児島県十島村で最大震度6弱を観測[673]。
  - 7月30日 - 午前8時24分、カムチャツカ半島付近でM8.8の地震が発生[674]。北海道釧路市・釧路町・厚岸町・標津町・別海町で最大震度2を観測。午前9時40分、北海道太平洋沿岸東部・中部・西部、青森県太平洋沿岸、岩手県、宮城県、福島県、茨城県、千葉県九十九里・外房・内房、伊豆諸島、小笠原諸島、相模湾・三浦半島、静岡県、愛知県外海、三重県南部、和歌山県に津波警報を発令[675]。岩手県久慈港で1.3m、宮城県仙台港で0.9mなどを観測[676]。
- 大雪（豪雪）
  - 1月 - 前年末から、青森県で豪雪。3日までに青森市、弘前市、五所川原市など津軽地方を中心に平年の3倍を超える積雪[677]。
  - 1月8日から - 北日本から西日本で大雪。4人が死亡、約10人が負傷[678]。
  - 2月3日から - 北日本から西日本で大雪。帯広市で4日午前10時までの12時間降雪量が120センチを記録。全国の観測地点で統計開始以来最多[679]。7日には新潟県と石川県で顕著な大雪に関する気象情報を発表[680][681]。13人死亡、187人けが[682]。

## 科学、テクノロジー
科学、テクノロジー関連の受賞
- 3月26日 - ノルウェー科学文学アカデミー（英語版）は柏原正樹をアーベル賞の受賞者に選んだと発表[683]。
- 4月25日 - 米国電気電子学会（IEEE）会長らが古野電気本社を訪れ前年にIEEEマイルストーンに認定が決まった魚群探知機の商用化に対し贈呈式。

宇宙開発
- 2月2日 - H3ロケット5号機が打ち上げ。搭載していた準天頂衛星みちびき6号機が軌道に投入[684]。
- 3月15日 - 宇宙飛行士の大西卓哉が搭乗するクルードラゴン宇宙船10号機がアメリカのケネディ宇宙センターから打ち上げ[685]。
- 6月6日 - ispaceが開発した月着陸船の2回目の月面着陸ミッション[686] が失敗。着陸直前に通信が途絶[687]。
- 6月29日 - H-IIAロケットが打ち上げ。搭載していたGOSAT-GW（温室効果ガス・水循環観測技術衛星、いぶきGW）が軌道に投入[688]。

科学、テクノロジー関連の周年
- 11月20日 - Microsoft Windows発売開始40周年[要出典]。

## 文化
ハイカルチャー、サブカルチャー、流行、スポーツなど幅広く記載。

### 文学、出版
文学、出版関連の受賞
- 第172回（2024年下半期）芥川賞・直木賞（1月15日発表）
  - 芥川賞 - 安堂ホセ『DTOPIA』（文藝秋号）、鈴木結生『ゲーテはすべてを言った』（小説トリッパー秋号）
  - 直木賞 - 伊与原新『藍を継ぐ海』（新潮社）
- 第22回本屋大賞（4月9日発表） - 阿部暁子『カフネ』（講談社）

### 演劇
- 4月30日 - 俳優座劇場が閉館[689]。
- 5月21日 - 菊田一夫演劇賞の授与式。演劇大賞は栗山民也（「オーランド」「ファンレター」をはじめとする2024年度の演出の成果に対して）。

### 新聞
- 1月31日
  - 産経新聞社発行の夕刊紙「夕刊フジ」がこの日発行した2月1日号をもって休刊[690]。ライバルだった「日刊ゲンダイ」と「東京スポーツ」が感謝とねぎらいのメッセージを寄せた[691]。
  - 中日新聞社発行のスポーツ紙「東京中日スポーツ」が紙媒体の発行を休止[692]。

### ラジオ
ラジオ関連のできごと
- 1月1日 - ラジオ大阪は、正式社名を大阪放送株式会社から株式会社ラジオ大阪に変更。略称のOBCは今後も使用[693]。
- 1月27日 - TBSラジオは『生島ヒロシのおはよう定食』『生島ヒロシのおはよう一直線』のパーソナリティを26年9か月務めていたフリーアナウンサー（元TBSアナウンサー）の生島ヒロシについて「TBSグループ人権方針に背く重大なコンプライアンス違反があったことを確認した」として、両番組を緊急降板したと発表。ハラスメントに当たる行為で「詳細はプライバシー保護の観点から説明を控える」とし、フジテレビのトラブルとは無関係だとした[694][695]。
- 5月19日 - ニッポン放送は俳優の永野芽郁が『永野芽郁のオールナイトニッポンX』の出演を辞退し番組は終了すると発表。前月に俳優の田中圭らとの不倫スキャンダルが報じられていた[696]。

ラジオ関連の周年
- 3月22日 - NHKラジオ放送（NHKラジオ第1放送）開始100周年[注釈 1]。

### テレビ
テレビ関連のできごと
- 通年 - NHKは放送100年プロジェクトの一環として100周年関連番組を多数放送。
- 1月5日 - NHK総合テレビジョンやNHK BSなどで大河ドラマ『べらぼう〜蔦重栄華乃夢噺〜』の第1回を放送。
- 1月6日 - 真田広之がプロデュース・主演した『SHOGUN 将軍』がアメリカの第82回ゴールデングローブ賞のテレビドラマ部門で作品賞、主演男優・女優賞、助演男優賞を受賞[697]。
- 1月10日 - 19時、ジャパネットブロードキャスティングが運営するBS放送局BS10（ビーエステン）が開局[698][699]。
- 1月後半 - 前年末に一部週刊誌でタレントの中居正広の女性トラブルにフジテレビジョン局員が関与していた疑惑が報じられたことを受け、スポンサーや親会社の株主が同局の対応を批判する動きに発展（中居正広・フジテレビ問題）。
  - フジテレビの親会社フジ・メディア・ホールディングスの大株主のヤクルト本社をはじめ、多くの企業や団体がCMの放送をボイコット[700][701][702]。同局の番組宣伝やACジャパンのCMに差し替え。
  - フジテレビをキー局とするFNSの系列局でもフジテレビ制作番組へのCM出稿（ローカルセールス）の差し止めや差し替えを行う地元企業が続出[703]。
- 1月27日-1月28日 - フジテレビは自社の経営陣が行った中居正広の女性トラブルに関する記者会見を中継で放送。会見が始まった27日16時から『Live　News　イット!』でCMや他のニュースを挟まず放送を開始。予定を変更し28日2時過ぎに会見が終了するまで放送を続けた[704][705]。
- 2月5日 - 日本民間放送連盟（民放連）会長（フジテレビ副会長）の遠藤龍之介がフジテレビの一連の事案を受け辞意表明[706][707]。
- 2月21日 - フジテレビは夏の大型特別番組『FNS27時間テレビ2025』の放送を見送ると発表[708]。
- 2月28日 - 「笑っていいとも!」で長年使われていた新宿アルタが閉館[709][710]。
- 3月7日 -総務大臣の諮問機関である電波監理審議会は、日本テレビ系列の札幌テレビ・読売テレビ・中京テレビ・福岡放送を傘下とする放送持株会社、読売中京FSホールディングスの設立を認めると答申[83]。11日、総務省は傘下となる4社に認定証を交付[84][85]。
- 3月28日 - NHKで連続テレビ小説『おむすび』の最終回を放送。
- 3月31日 - NHKで連続テレビ小説『あんぱん』の第1回を放送。
- 4月1日
  - 日本テレビ放送網をキー局とするNNNとNNS（日本テレビネットワーク協議会）の基幹局である札幌テレビ放送（STV）・中京テレビ放送（CTV）・読売テレビ放送（ytv）・福岡放送（FBS）が認定放送持株会社、読売中京FSホールディングス（FYCSHD）を設立し経営統合。共同株式移転方式で設立し日本テレビホールディングス（日テレHD）の持分法適用会社になった[711]。
  - 読売テレビは正式社名を「讀賣テレビ放送」から「読売テレビ放送」に商号変更[712]。
- 4月5日 - テレビ朝日系列で『ワイド!スクランブル サタデー』の放送を開始。
- 4月12日 - 在阪民放5局が大阪・関西万博の関連番組を同時間帯に生放送。
- 5月19日 - NHKは俳優の永野芽郁が2026年の大河ドラマ『豊臣兄弟!』の出演を辞退したと発表[713]。前月に俳優の田中圭らとの不倫スキャンダルが報じられていた。
- 7月1日 - BS松竹東急がチャンネル名をJ:COM BSに変更。6月30日に放送を終了する予定だったがJCOMが買収。運営会社もJCOM BS株式会社に商号変更[714]。

テレビ関連の周年
- 4月1日 - TBSテレビ放送開始70周年（開始当時はラジオ東京〈現在のTBSホールディングス〉のテレビ放送部門）。
- 4月5日 - スーパー戦隊シリーズ第1作「秘密戦隊ゴレンジャー」放送50周年。
- 4月6日 -「パネルクイズ アタック25」番組開始50周年。
- 10月4日
  - タイムボカンシリーズ放送50周年。
  - 新世紀エヴァンゲリオン放送30周年。
- 11月1日 - TOKYO MX開局30周年。

### インターネットメディア
- 2025年の日本のインターネット広告費は、ビデオ（動画）広告、ソーシャル広告、検索連動型広告の成長を背景に前年比109.7％の3兆2,472億円と予測[715]。

インターネットメディア関連の周年
- 2月15日 - YouTube開設から20年。

### アニメ
アニメーション映画
テレビアニメ
- 3月1日 - ABEMAはアニメ「ポケットモンスター」チャンネル1・2をオープン。1では、緑無印からDPまでのテレビアニメシリーズと劇場版作品を放送。2では、BWからリコロイ編までのテレビアニメシリーズと劇場版を放送。放送後1週間、見逃し配信する。1年間の無料放送。

アニメ関連の周年
- コミックマーケット開催50周年。

### お笑い
コンテスト番組の優勝者
上方漫才大賞（ラジオ大阪、関西テレビ）
- 銀シャリ（吉本興業）

NHK上方漫才コンテスト（NHK大阪放送局）

ABCお笑いグランプリ（朝日放送テレビ）
- エバース（吉本興業）

M-1グランプリ（朝日放送テレビ / テレビ朝日系）

R-1グランプリ（関西テレビ / フジテレビ系）
- 友田オレ（GATE）

キングオブコント（TBS系）

女芸人No.1決定戦 THE W（日本テレビ系）

THE SECOND 〜漫才トーナメント〜（フジテレビ系）
- ツートライブ（吉本興業）

ダブルインパクト〜漫才&コント 二刀流No.1決定戦〜（日本テレビ・読売テレビ系）
- ニッポンの社長（吉本興業）

### ボードゲーム

#### 将棋
1-3月については2024年度の将棋界を、4月-12月については2025年度の将棋界を参照
- 6月6日 - 日本将棋連盟は通常総会と理事会を開き、羽生善治の後任の第18代会長にクイーン四冠の清水市代を選出し就任。女性会長は初[721]。

### コンピュータゲーム
Category:2025年のコンピュータゲーム
主なゲームソフト
ゲーム機
- 6月5日 - 任天堂のNintendo Switch 2が発売。

コンピュータゲーム関連の周年
- 9月12日 - エポック社の日本初の家庭用テレビゲーム機「テレビテニス」発売50周年。
- 9月13日 - スーパーマリオブラザーズ発売40周年。

### スポーツ

#### 総合競技大会
- 2025年世界陸上競技選手権大会
- 第79回国民スポーツ大会

#### 野球
- 日本プロ野球（NPB）の動向
- メジャーリーグベースボール（MLB）の日本人選手
  - MLB東京シリーズ2025
- NPB・MLB以外のプロ野球およびアマチュア野球の動向
- 各カテゴリーの野球日本代表
- 高校野球
  - 第26回全国高等学校女子硬式野球選抜大会
  - 第97回選抜高等学校野球大会
  - 第29回全国高等学校女子硬式野球選手権大会
  - 第107回全国高等学校野球選手権大会

野球関連のできごと
- 1月16日 - 米大リーグのオークランド・アスレチックス（2025年シーズンは「アスレチックス」に改名）は桐朋高等学校の遊撃手兼投手の森井翔太郎とマイナー契約を結んだと発表[722]。
- 1月18日
  - ポスティングシステムで米大リーグへの移籍を目指していた千葉ロッテマリーンズの投手の佐々木朗希がロサンゼルス・ドジャースと契約合意したと発表[723]。
  - ポスティングシステムで大リーグ移籍を目指していた阪神タイガースの投手の青柳晃洋がフィラデルフィア・フィリーズと契約合意したと発表[724]。
- 1月22日 - アメリカ野球殿堂はイチローら3人を今年の殿堂入りメンバーと発表。日本選手で初[725][726]。シアトル・マリナーズはイチローの背番号「51」を8月9日に永久欠番とすると発表[727]。
- 1月25日 - 中日ドラゴンズからポスティングシステムを使って大リーグ移籍を目指していた投手の小笠原慎之介がワシントン・ナショナルズとの2年契約に合意したと球団が発表[728]。
- 2月20日 - 阪神タイガースのファーム（二軍）の新球場、日鉄鋼板SGLスタジアム尼崎を含む尼崎市のゼロカーボンベースボールパークで竣工式。西宮市の鳴尾浜球場から移転し、3月1日に初試合[729]。
- 3月1日 - 読売巨人軍のファーム（二軍）施設が川崎市のよみうりランド内の読売ジャイアンツ球場から稲城市の南山東部地区に建設されたTOKYO GIANTS TOWN内のジャイアンツタウンスタジアムに移転し開業[730]。
- 3月15日 - MLB東京シリーズ2025を前に、ロサンゼルス・ドジャース、シカゴ・カブスと読売巨人軍、阪神タイガースが東京ドームでプレシーズンマッチ。16日まで[731]。
- 3月18日 - 東京ドームでMLB東京シリーズ2025を開催。ロサンゼルス・ドジャース - シカゴ・カブス戦。19日まで[731]。
- 3月30日 - 第97回選抜高等学校野球大会決勝戦で横浜（神奈川県）が智辯和歌山（和歌山県）を11-4で破り優勝[732]。

#### サッカー（フットボール）
- Jリーグ
  - 2025年のJ1リーグ
  - 2025年のJ2リーグ
  - 2025年のJ3リーグ
- JFL
- WEリーグ
- サッカー代表
- 高校サッカー
  - 第103回全国高等学校サッカー選手権大会
  - 第104回全国高等学校サッカー選手権大会
  - 第33回全日本高等学校女子サッカー選手権大会
- 天皇杯
- 皇后杯
- スーパーカップ
- AFCチャンピオンズリーグエリート
- FIFAクラブワールドカップ

サッカー（フットボール）関連のできごと
- 3月20日 - 2026 FIFAワールドカップ・アジア予選の3次予選（最終予選）グループCで日本がバーレーンに2 - 0で勝利。3試合を残して2026 FIFAワールドカップ出場が確定。W杯出場は8大会連続8度目[733]。

#### バスケットボール
- ナショナル・バスケットボール・アソシエーション（NBA）の動向
- Bリーグ
- Wリーグ

#### バレーボール
- SVリーグ

#### 相撲
- 大相撲
  - 1月12日-1月26日 - 大相撲令和7年1月場所。西大関・豊昇龍智勝（モンゴル・ウランバートル出身、立浪部屋）が巴戦を制し、12勝3敗で幕内最高優勝。場所後に豊昇龍が横綱昇進。
  - 3月9日-3月23日 - 大相撲令和7年3月場所。東大関・大の里泰輝（石川県津幡町出身、二所ノ関部屋）が優勝決定戦を制し、12勝3敗で幕内最高優勝。
  - 5月11日-5月25日 - 大相撲令和7年5月場所。東大関・大の里泰輝が14勝1敗で幕内最高優勝。場所後に大の里が横綱昇進。
  - 7月13日-7月27日 - 大相撲令和7年7月場所。東前頭15枚目・琴勝峰吉成（千葉県柏市出身、佐渡ヶ嶽部屋）が13勝2敗で幕内最高優勝（初優勝）。老朽化した愛知県体育館から会場を移しIGアリーナで初開催。

相撲関連のできごと
- 1月17日 - 横綱・照ノ富士が現役引退を表明[734]。
- 1月29日 - 日本相撲協会は臨時理事会で大関・豊昇龍の横綱昇進を決定[735]。
- 6月2日 - 日本相撲協会は親方の宮城野（元横綱・白鵬）の退職届を受理すると決定。9日付で退職[736]。

#### 駅伝
- 第101回東京箱根間往復大学駅伝競走（箱根駅伝）
- EXPO EKIDEN 2025

駅伝関連のできごと
- 1月2日 - 第101回東京箱根間往復大学駅伝競走（箱根駅伝）往路が行われ、青山学院大学が往路優勝[737]。
- 1月3日 - 第101回東京箱根間往復大学駅伝競走（箱根駅伝）復路が行われ、青山学院大学が大会新記録で2年連続8回目の総合優勝。駒澤大学が復路優勝[738]。
- 1月12日 - 皇后盃第43回全国都道府県対抗女子駅伝競走大会が行われ、京都府が優勝。
- 1月19日 - 天皇盃第30回全国都道府県対抗男子駅伝競走大会が行われ、長野県が大会新記録で史上初の4年連続11回目の優勝。

#### ゴルフ
- 4月27日 - （現地時間）ゴルフの女子メジャー選手権の1つ、シェブロン選手権で西郷真央が優勝[739]。

#### その他のスポーツ
- 2025年の日本競馬

その他のスポーツ関連のできごと
- 5月25日 - カタールで行われた第58回世界卓球選手権個人戦の男子ダブルスで篠塚大登・戸上隼輔組が優勝[740]。
- 6月13日 - 2025年世界柔道選手権大会が開催。
- 6月21日 - X Games Osaka 2025が開催。22日まで[741]。

## 誕生
誕生した事に特筆性のある人物等（世襲制の跡継ぎ、絶滅寸前の生物の誕生、等）を記載しています。それ以外については、Category:2025年生を参照してください。

### 編集者向け
1. ↑  
本記事に新しい内容を加筆をする際は、検証可能な出典を忘れないでください。Citeテンプレート使用時を含め、出典追加時は最低限入力が求められている以下情報の記入を必ずお願いします。
ビジュアルエディターで自動生成された出典を提示される方は、生成後に不備を埋めるようお願いします。
記事名(title)、配信元・作成元(publisher/work/newspaper/website)、配信日・記事作成日(date)。
これらのいずれかが抜けている出典を発見した際は情報の補強をお願いします。
ビジュアルエディターでの出典の自動生成を含めたCiteテンプレートの使用はなるべくお控えください。Citeテンプレートが使われすぎるとエラーを起こし、脚注が表示できなくなってしまいます。
記事のリンクを入れる際には新聞社・通信社などマスコミ各社公式サイトのリンクを使用して下さい（Yahoo! JAPANヘッドラインのリンクは1週間位で消滅してしまい、適していない）。
ウェブ上のニュース記事はいつサイトから削除されてもおかしくないため、InternetArchiveなどでアーカイブを取得することが望ましいです。